# Da Camino
I da Camino, detti anche Caminesi, furono una nobile famiglia trevigiana protagonista della storia medievale del Triveneto. Originariamente la famiglia era nota come da Montanara.

## Origine del nome e stemma

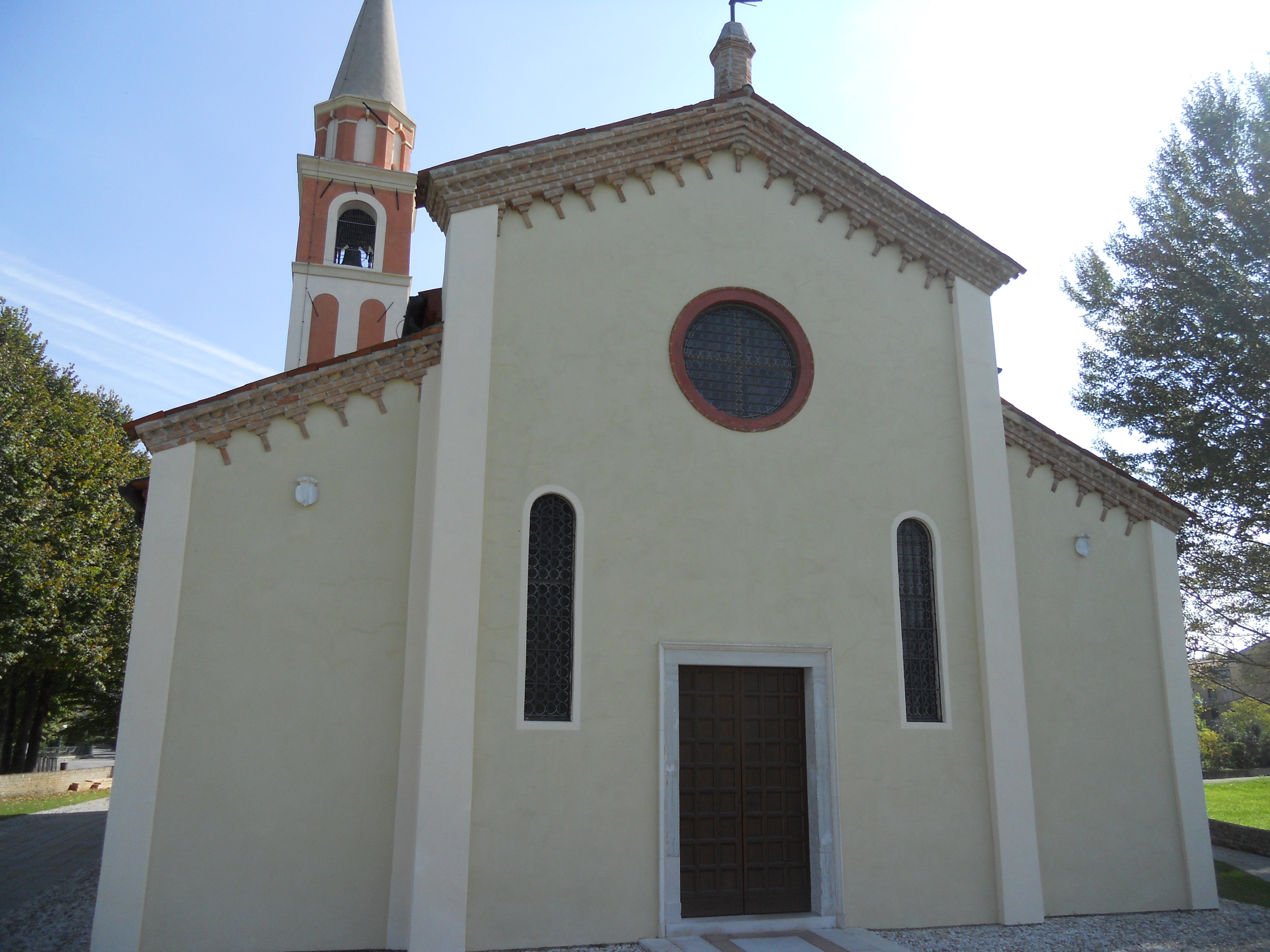
Chiesa parrocchiale di Camino. Qui si tennero i matrimoni di Gabriele I da Camino e Adeleita di Porcia (1154) e quello tra Rizzardo IX da Camino e Maria Barbo (1374).

Stemma della famiglia.

Il casato prende il nome da Camino, piccolo centro abitato veneto attuale frazione di Oderzo, in provincia di Treviso. Ivi sorgeva un castello che in realtà ebbe, per buona parte della storia della famiglia, un ruolo piuttosto secondario in quanto essa, una volta ascesa a protagonista della politica veneta, scelse come principali sedi del proprio potere centri più importanti, a cominciare da Serravalle, centro che oggi corrisponde alla parte settentrionale dell'odierna Vittorio Veneto e che all'epoca aveva una rilevante importanza economica, oltre ad essere dotata di un castello facilmente difendibile.

Falso stemma del "ramo inferiore" della famiglia.

Lo stemma familiare consisteva in uno scudo troncato di nero e di argento: generalmente, in araldica, la semplicità di un blasone indica l'antichità della famiglia a cui appartiene. Storici moderni hanno ipotizzato l'esistenza di alcune varianti a questo stemma: in particolare fu sostenuto che, a seguito di una presunta separazione della famiglia in due rami avvenuta verso la metà del XIII secolo, il cosiddetto "ramo inferiore" avrebbe adottato un blasone dai colori invertiti, e pure aggiunto una croce in ricordo del proprio capostipite, morto durante la Terza crociata. Questa ipotesi, non essendo sostenuta da alcuna prova documentale o archeologica, è stata rigettata dagli storici contemporanei.

## Origini

Stemma della famiglia Collalto.

Piuttosto oscure sono le origini di questa famiglia. Secondo una tradizione, i Caminesi discenderebbero, come i Colfosco, da un ramo della famiglia Collalto e in particolare da un figlio del capostipite Rambaldo I di nome Guitcillo. Manca una documentazione che possa confermare ciò, tuttavia appare evidente come tra queste famiglie esistessero dei rapporti di stretta parentela che perdureranno per secoli. Un ulteriore indizio a favore di questa ipotesi è l'evidente somiglianza tra gli stemmi dei due casati.
Non è stata provata neppure la notizia secondo cui, nel 1037, l'imperatore Corrado di Franconia avrebbe donato a Guido figlio di Guitcillo, e ai suoi discendenti, il castello di Montanara, alle pendici del Cansiglio. Vero è che proprio in quell'anno Corrado si trovava in Italia per emanare la Constitutio de feudis, documento che riformò il diritto feudale in favore dei piccoli vassali.
Per un periodo, quindi, la famiglia fu nota con il poleonimo "da Montanara". Il 3 maggio 1089 Alberto e Guecello da Montanara, figli o nipoti di Guido, ottennero dal vescovo-conte di Ceneda Aimone il feudo di Camino, dove finirono per stabilirsi. Non si sa perché i due fratelli avessero preferito lasciare il castello di Montanara; certamente Camino rappresentava una località strategica sotto vari punti di vista: equidistante dalle Prealpi e dal mare Adriatico, dal Piave e dalla Livenza, godeva della vicinanza della Postumia e soprattutto del Monticano, via d'acqua navigabile; si trovava inoltre alle porte di Oderzo la quale, pur essendo una città decaduta rispetto all'epoca romana, manteneva una certa importanza come centro fortificato alle dipendenze del vescovo di Belluno.
Nel 1119-1120 venne fondato il cosiddetto Ospedale del Piave, nei pressi di un antico guado sul fiume Piave, grazie all'interessamento di quattro aristocratici locali: Rambaldo conte di Treviso, Valfredo conte di Colfosco, Ermanno conte di Ceneda e Gabriele I da Montanara. Una compartecipazione ad ulteriore prova dei legami, anche di sangue, che correvano tra le quattro famiglie.
Per qualche decennio ancora la casata mantenne il poleonimo "da Montanara", per divenire poi nota come "da Camino": il primo documento che attesta tale mutazione è la pace di Fontaniva del 28 marzo 1147.

## Ascesa

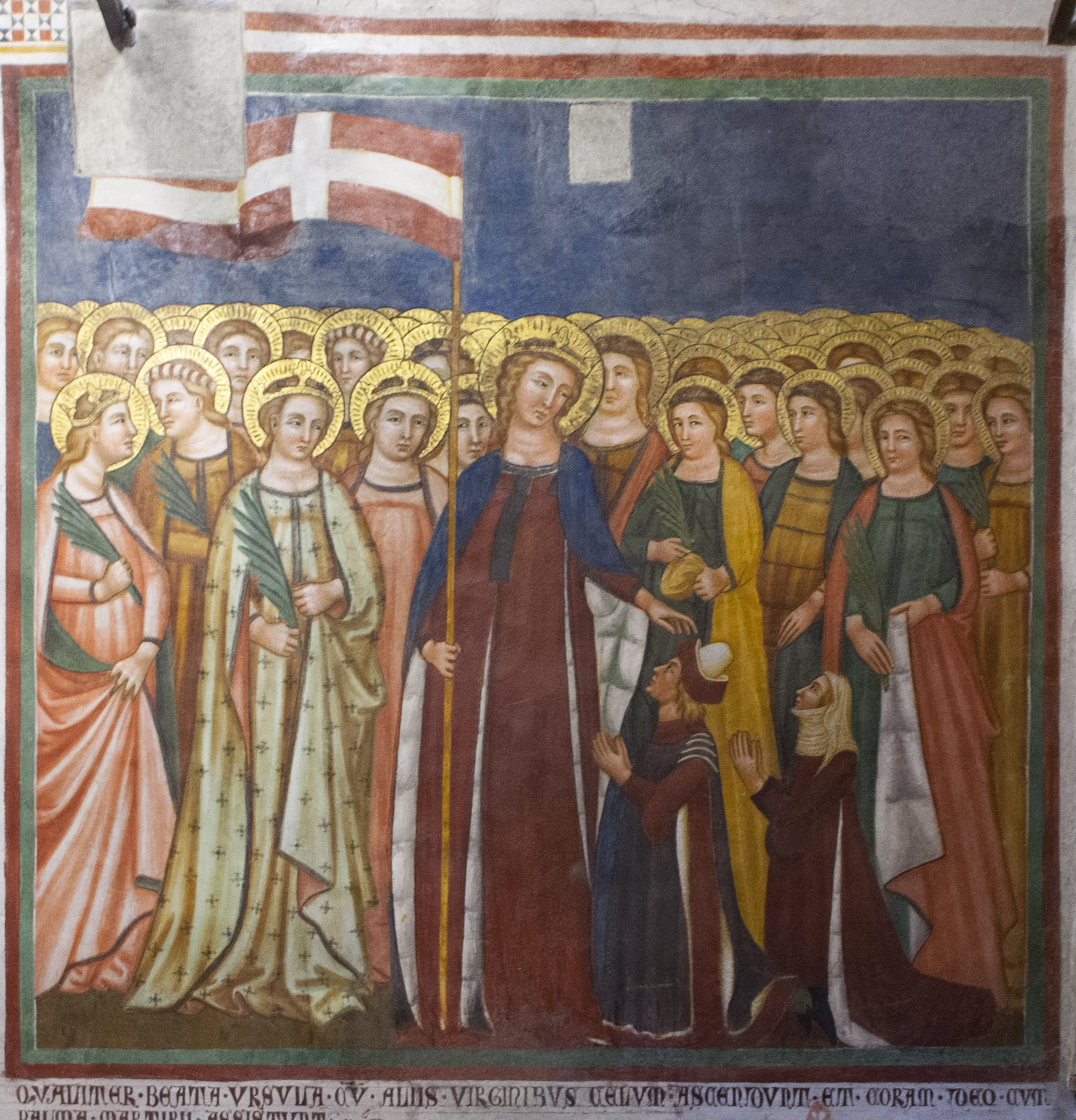
Ignoto, Gloria di Sant'Orsola, 1353-1355 circa, Chiesa di Sant'Orsola (Vigo di Cadore). Ainardo di Vigo, ritratto in ginocchio a sinistra della santa, governò il Cadore a nome dei Caminesi a metà del Trecento.

Nel corso dell'XII secolo i da Montanara-da Camino, grazie ai legami con le gerarchie ecclesiastiche e a un'efficace strategia matrimoniale, compirono una rapida ascesa nel panorama politico veneto divenendone una delle famiglie più rilevanti. Nella seconda metà del secolo la famiglia si ritrovò a signoreggiare su numerosi feudi, estesi nel Cenedese, nel Bellunese e nel Cadore.
La prima importante acquisizione territoriale fu proprio quella del Cadore e del Comelico nel 1135 per conto del patriarca di Aquileia Pellegrino di Ortenburg. La loro presenza sulla regione continuerà ininterrottamente sino al 1335; a questo proposito si presuppone che da un ramo del casato Caminese discenda l'antica famiglia pievigina dei Vecellio, visto in particolare l'uso frequente dei medesimi prenomi e l'evidente somiglianza degli stemmi delle rispettive famiglie.

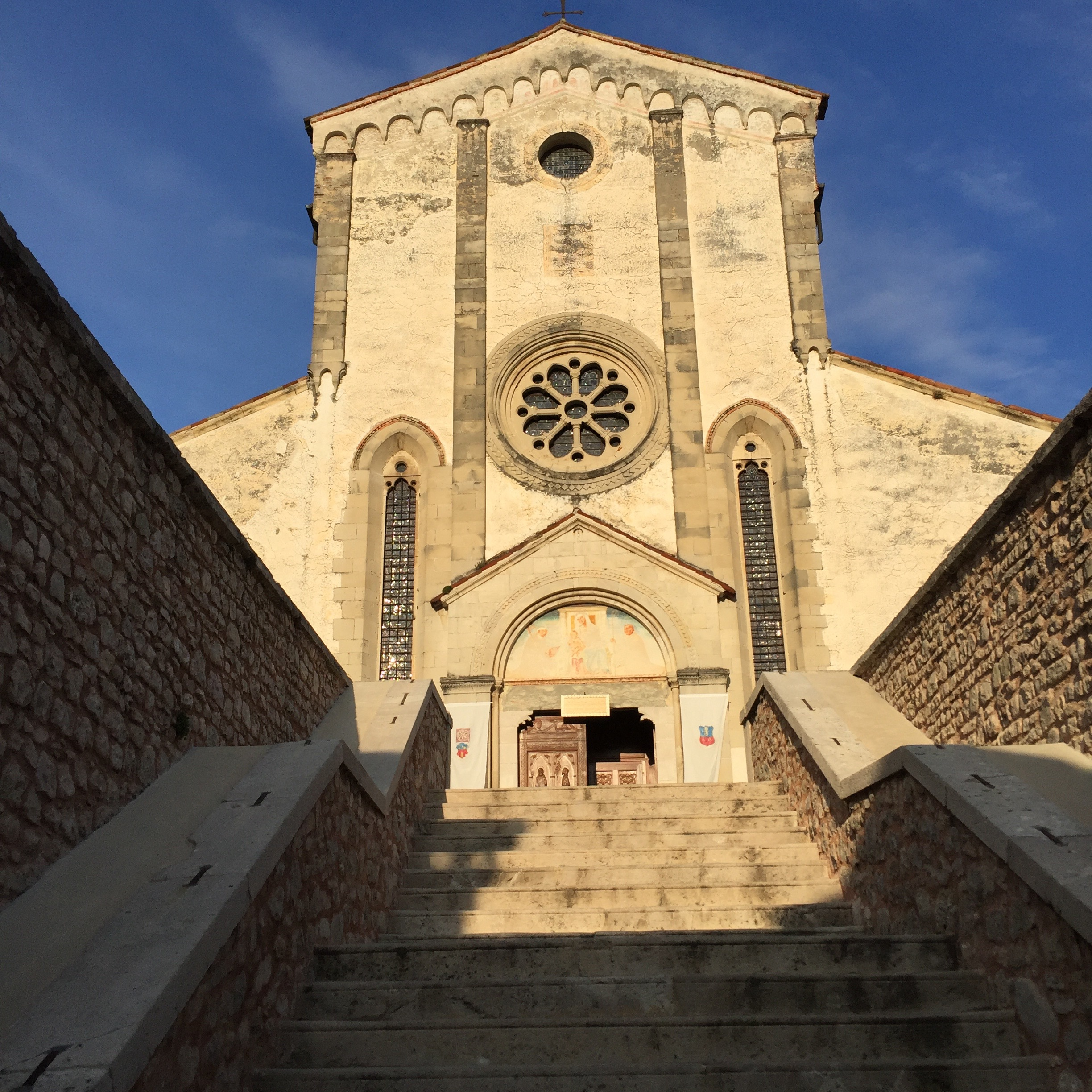
Sofia di Colfosco fu molto legata all'Abbazia di Santa Maria di Follina, che crebbe di importanza proprio grazie alle donazioni della nobildonna.

La fortuna della famiglia si deve però al matrimonio tra Guecellone II e Sofia di Colfosco, avvenuto nel 1154: figlia di Valfredo e Adeleita da Porcia, ella era quindi l'erede delle contee di Zumelle e di Ceneda. Nel 1155 i coniugi ricevettero in feudo anche il castello di Pieve di Cadore e nel 1160 altri beni nella stessa zona; Nel 1162 Sofia inoltre ricevette dallo zio Guido Maltraversi il castello di Serravalle, che successivamente diverrà una delle più importanti residenze della famiglia.
Figura dalla forte personalità, e per questo molto romanzata, Sofia partecipò attivamente alle guerre dei comuni italiani contro le mire di Federico Barbarossa, e questa sua presa di posizione fu alla base della successiva adesione dei Caminesi al partito guelfo. Viceversa, l'atteggiamento politico del marito sembrò essere più ambiguo, forse per garantirsi il predominio su Conegliano e Ceneda in contrasto con il comune di Treviso.
Nell'agosto del 1177, Guecellone II e il figlio Gabriele II risultano essere presenti a Palazzo Ducale a Venezia per la firma della cosiddetta pace di Venezia: con loro il doge Sebastiano Ziani, Federico Barbarossa, papa Alessandro III e un largo stuolo di nobili e di ecclesiastici di alto rango, a dimostrazione del prestigio raggiunto in quel momento dalla famiglia.

## Le contese con gli Ezzelini
(Rolandino da Padova, Vita e morte di Ezzelino da Romano)

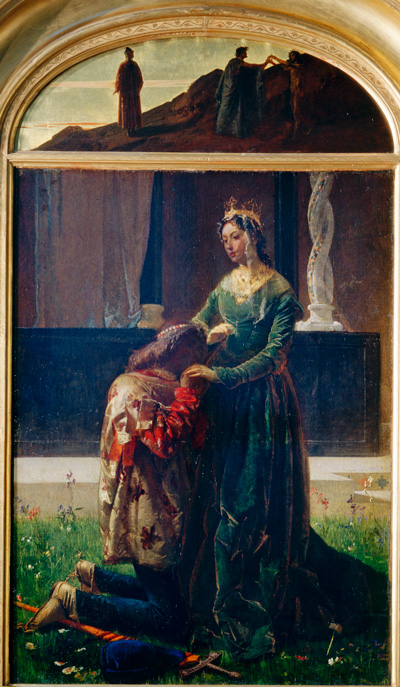
Federico Faruffini, Sordello e Cunizza, Milano, Pinacoteca di Brera. Cunizza da Romano, sorella di Alberico e Ezzelino III da Romano. Nel Paradiso profetizza a Dante l'omicidio di Rizzardo IV da Camino. La zia omonima di Cunizza, figlia di Ezzelino I detto il Balbo, era la bisnonna di Gherardo III da Camino.

La fine del dodicesimo secolo coincise per la famiglia con un periodo di difficoltà, aggravato dalle morti di Guecellone II e Gabriele II, quest'ultimo appena quarantenne. Il Comune di Treviso, sentitosi minacciato nella propria indipendenza, riuscì due volte a sottomettere i giovani figli di Gabriele alla condizione di cittadini (1183 e 1199): questo tuttavia fu il presupposto che portò i Caminesi ad acquisire presso il capoluogo della Marca grande autorità, a riprendere così la politica guelfa di Sofia di Colfosco e diventare ben presto i principali sostenitori della fazione filo papale in contrasto a quella ghibellina filo-imperiale, guidata dalla potente famiglia vicentina dei Da Romano.
La lunga e complessa lotta tra le due famiglie per il predominio in città, caratterizzata da vari capovolgimenti di fronte e cambi di alleanze, coinvolse anche altre potenti famiglie del territorio, come i Collalto, e i Comuni vicini, e va quindi inserita nel più ampio conflitto di potere tra le famiglie feudali e i Comuni che caratterizzò la storia italiana di quel periodo. Per due volte i Caminesi riuscirono ad ottenere la preminenza in città, ovvero dopo il 1235 e nel 1239: la seconda volta con alleato Alberico da Romano, temporaneamente staccatosi dal partito imperiale, che presto riuscì ad essere solitario padrone della città usurpando il potere agli alleati Caminesi e guidando la città con una politica ghibellina.
A spostare ulteriormente l'ago della bilancia a vantaggio dei ghibellini furono negli stessi anni le celebri campagne militari di Ezzelino III da Romano, fratello di Alberico, e la sua forte alleanza con l'imperatore Federico II di Svevia. La morte di quest'ultimo nel 1250, e la "crociata" guelfa lanciata da papa Alessandro IV nel 1254 furono però fatali per il condottiero vicentino e la sua famiglia, la quale fu sconfitta e sterminata nel 1260.
Gli stessi guelfi della coalizione vincitrice si strinsero in seguito intorno a Gherardo III da Camino per sconfiggere il rinascente partito ghibellino guidato dalla famiglia Da Castelli, nominandolo signore assoluto della città nel 1283 e segnando quindi l'inizio della signoria caminese su Treviso.

### La presunta divisione della famiglia nel 1233

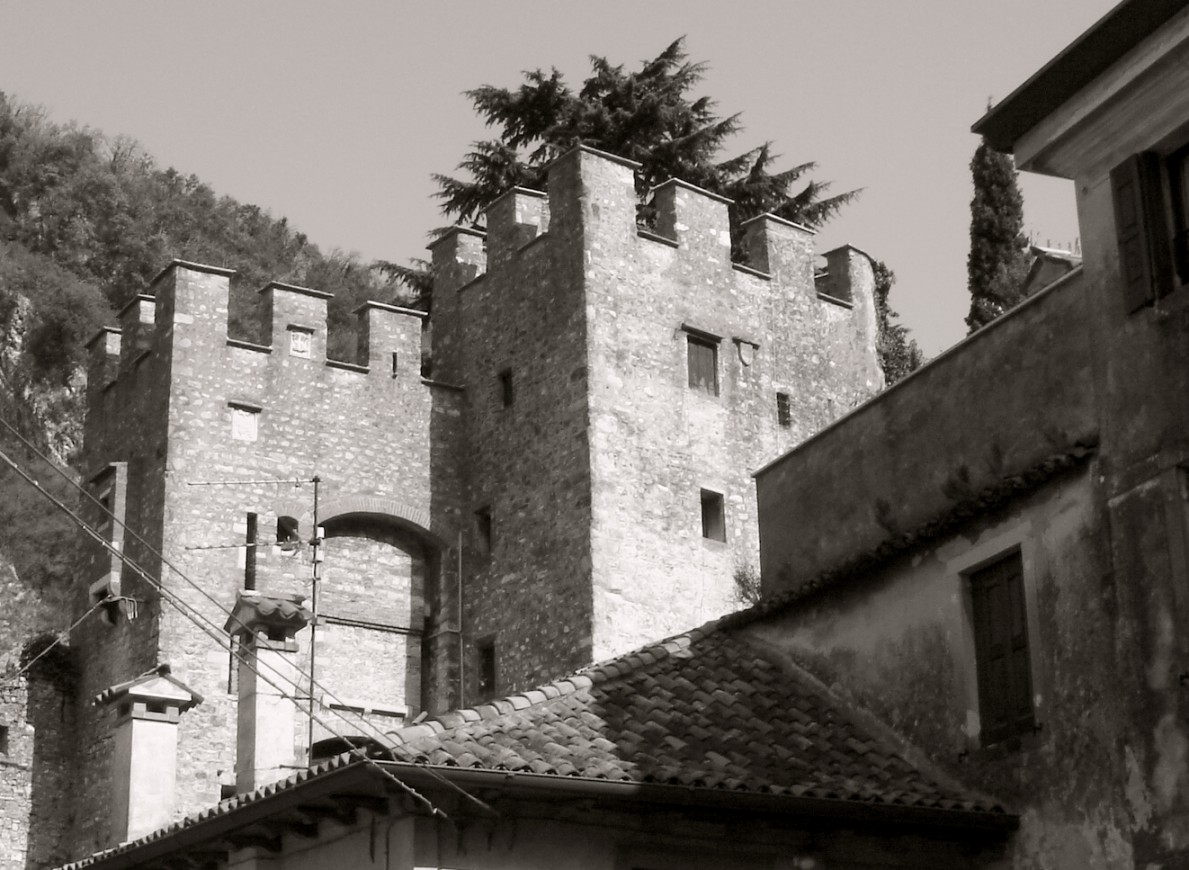
Serravalle (Vittorio Veneto), il castello.

Gli storici moderni che per primi hanno cercato di ricostruire metodicamente la storia del casato, a partire dal Verci alla fine del Settecento, sostennero che all'inizio del dodicesimo secolo i figli di Gabriele II avrebbero sentito l'esigenza di procedere ad una ridistribuzione interna dei propri feudi e dei beni allodiali siti in diocesi di Ceneda per spegnere definitivamente alcuni dissapori emersi per questioni di eredità. Questa operazione sarebbe avvenuta nel 1233, approfittando del fatto che in quel momento il vescovo di Ceneda era un congiunto, ovvero Alberto da Camino.
A Guecellone IV sarebbero stati assegnati quasi tutti i castelli della zona pedemontana, a partire da Serravalle, mentre il fratello Biaquino II sarebbe stato infeudato del castelli della pianura, ovvero quelli dell'area di Oderzo e Motta di Livenza, più Tarzo e Credazzo.
In seguito, tenendo conto della posizione geografica dei suddetti feudi, i discendenti di Guecellone avrebbero dato vita al ramo di sopra o superiore della famiglia, e i discendenti di Biaquino al ramo di sotto o inferiore.
Già lo storico Girolamo Biscaro nel 1925 mise decisamente in dubbio l'effettiva rilevanza di tale separazione, sostenendo che i documenti che la attesterebbero furono almeno in parte falsificati un secolo dopo in occasione del processo seguito all'estinzione del "ramo superiore" della famiglia. Gli storici contemporanei sono sulla stessa linea del Biscaro; la distinzione tra da Camino "di sopra" e "di sotto" continua comunque ad essere utilizzata per questioni di praticità. Essa però nelle fonti primarie trova riscontro solo in un breve periodo a metà del Trecento, e fu utilizzata con ogni probabilità per evitare di confondere i membri della famiglia omonimi, visto che essi non usavano i numeri ordinali per distinguersi.

## La signoria a Treviso

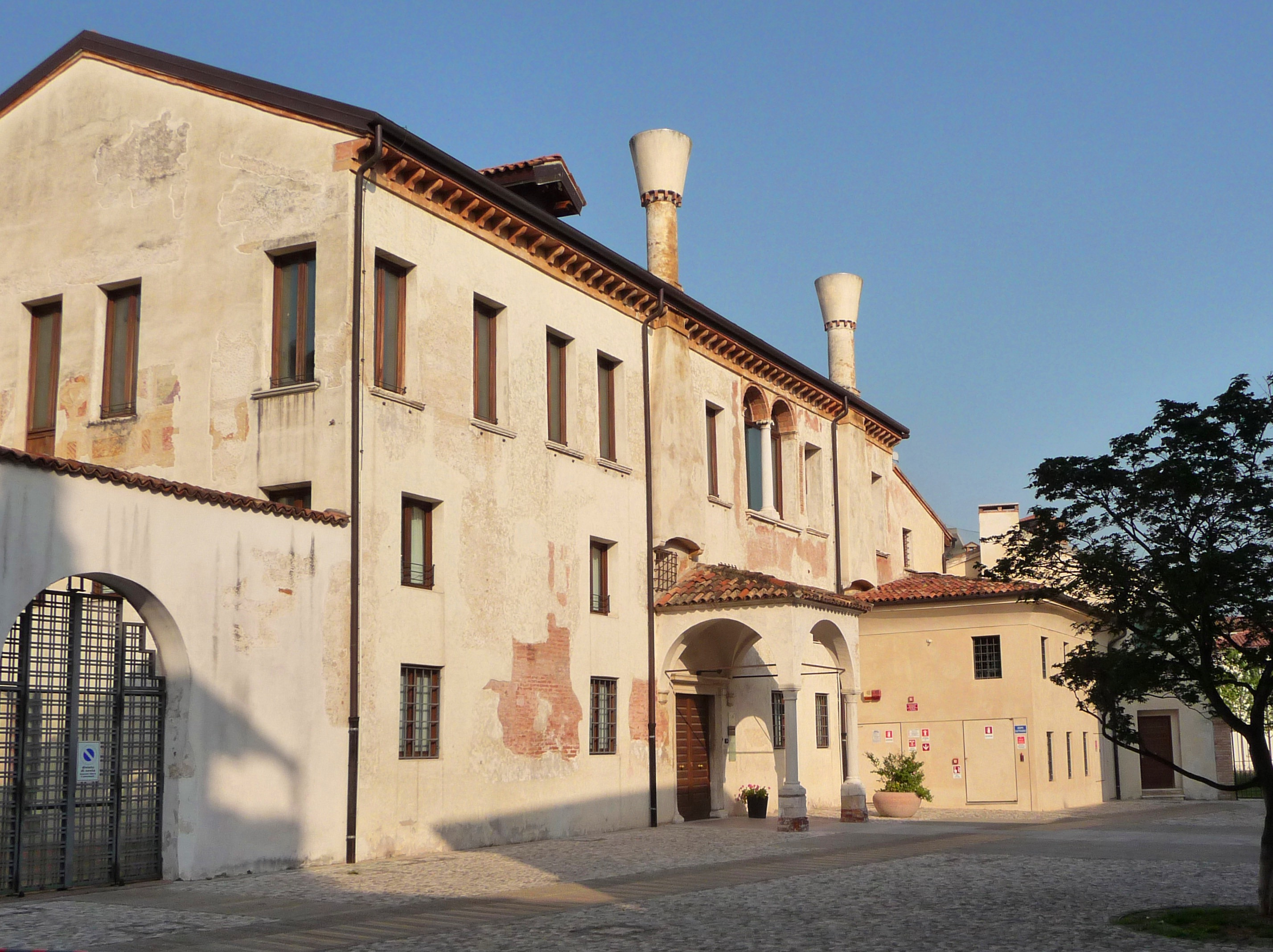
Facciata dell'ex Convento di Santa Maria (Treviso), edificato sui resti della residenza Caminese in città.

Gherardo era figlio di quel Biaquino III che aveva guidato la coalizione guelfa contro gli Ezzelini negli anni '50: appena ventenne alla definitiva sconfitta di questi ultimi, negli anni immediatamente successivi dimostrò grande acume politico, entrando subito nel Consiglio dei Trecento di Treviso e facendosi eleggere Capitano del popolo di Feltre e Belluno a venticinque anni.
Dopo aver ottenuto la stessa carica a Treviso il 15 settembre del 1283 cercò subito, riuscendoci, di consolidare il proprio potere cancellando definitivamente il partito ghibellino e ogni forma di opposizione; cercò inoltre, con risultati altalenanti, di espandere il proprio dominio anche in Friuli entrando più volte in collisione con gli interessi del Patriarca di Aquileia e dei signori locali.
Meglio riuscì a fare a fare in pace, conservando buone relazioni con i Comuni e i signori vicini, cercando nuove alleanze con i matrimoni dei figli, diventando arbitro di pace nella Marca e fuori, costruendosi quindi in tutta Italia la reputazione di sovrano illuminato ed eccellente mediatore.
Politicamente sostenne la parte guelfa pur evitando di entrare nelle discordie cittadine; nel suo palazzo, le cui tracce sono visibili nel convento di Santa Maria e nell'attigua chiesa di Santa Caterina, volle ospitare scienziati e uomini di cultura a partire da Dante Alighieri, il quale spenderà parole di lode nei suoi confronti nella Divina Commedia e nel Convivio.
Un significativo contributo a livello culturale lo diede anche la figlia Gaia, anch'essa citata nella Commedia, una tra le prime donne in Italia a scrivere poesie in lingua volgare.

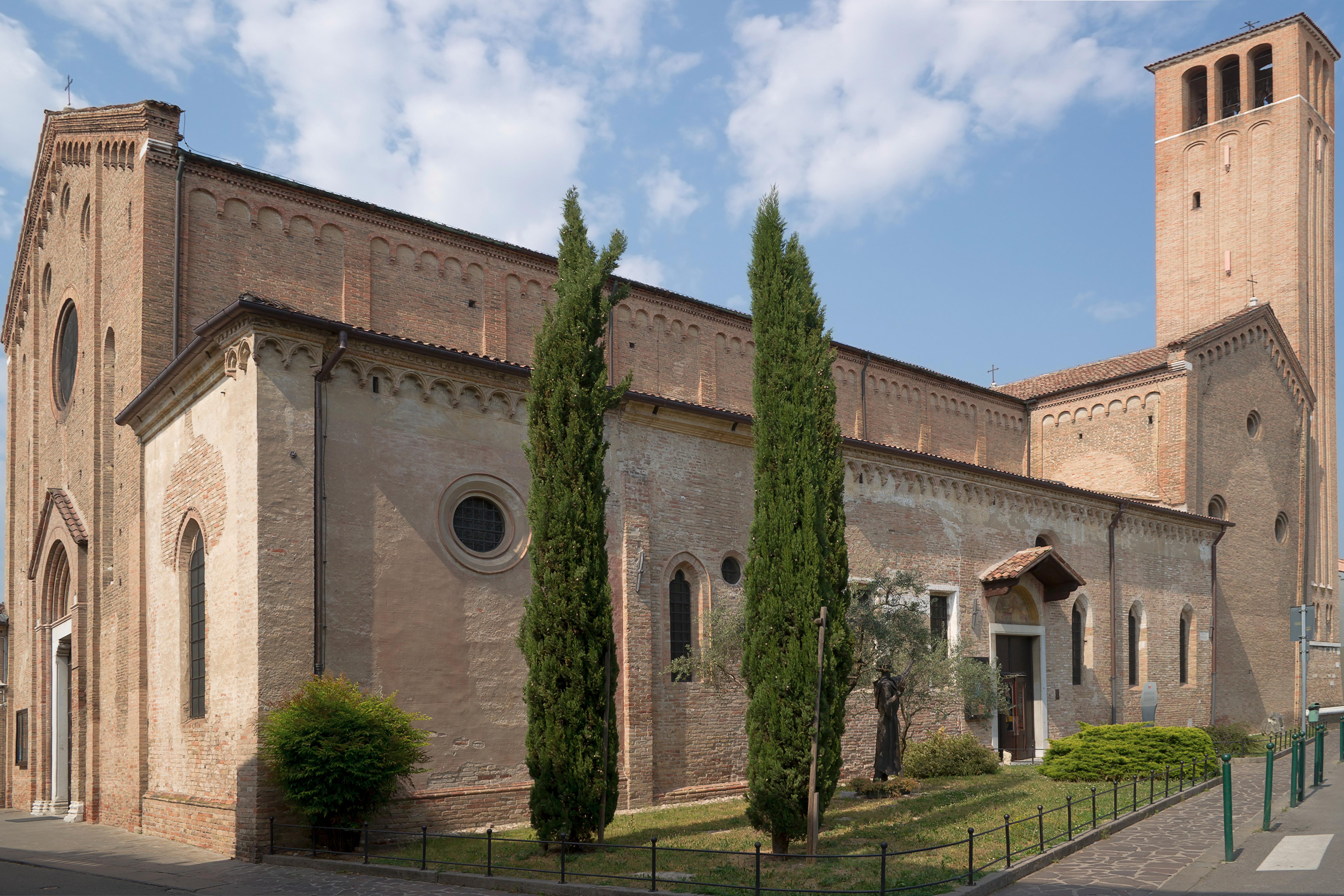
Il Convento di San Francesco fu un'istituzione di Treviso a cui Gherardo III si dimostrò particolarmente legato.

Gherardo a Treviso si comportò da vero e proprio signore assoluto, amministrando a piacere la giustizia e i conti pubblici della città, ma allo stesso tempo rafforzò la propria posizione tenendosi in ottimi rapporti con la nobiltà cittadina ed il popolo, per la cura e l'interesse che dimostrò per la prosperità pubblica e appunto la cultura, in particolare per la futura Università e per la Chiesa finanziando le istituzioni religiose cittadine. In questo modo Gherardo riuscì a governare fino alla morte, avvenuta nel 1306, assicurando un pacifico passaggio di consegne al figlio Rizzardo IV.
Rizzardo, a differenza del padre, aveva già mostrato più volte arroganza ed ambizione che in seguito lo spinsero ad agire impulsivamente in guerra, in politica e nella vita privata: venne accusato di stupri ed omicidi, tenne rapporti cattivi con Venezia e il Patriarcato di Aquileia e ambigui con le famiglie alleate. Ormai compromesso politicamente, il 10 maggio 1311 a Cremona ottenne da Enrico VII di Lussemburgo, dietro un lauto pagamento, la nomina a vicario imperiale tradendo così sfacciatamente la secolare politica guelfa familiare. Ma poco meno di un anno dopo venne assassinato a seguito di una congiura a cui probabilmente parteciparono anche alcuni suoi parenti.
Guecellone VII ereditò quindi il posto del fratello maggiore ma, dopo aver fatto i suoi stessi errori politici, fu costretto a fuggire dalla città dopo pochi mesi, ponendo fine alla signoria.

## La decadenza

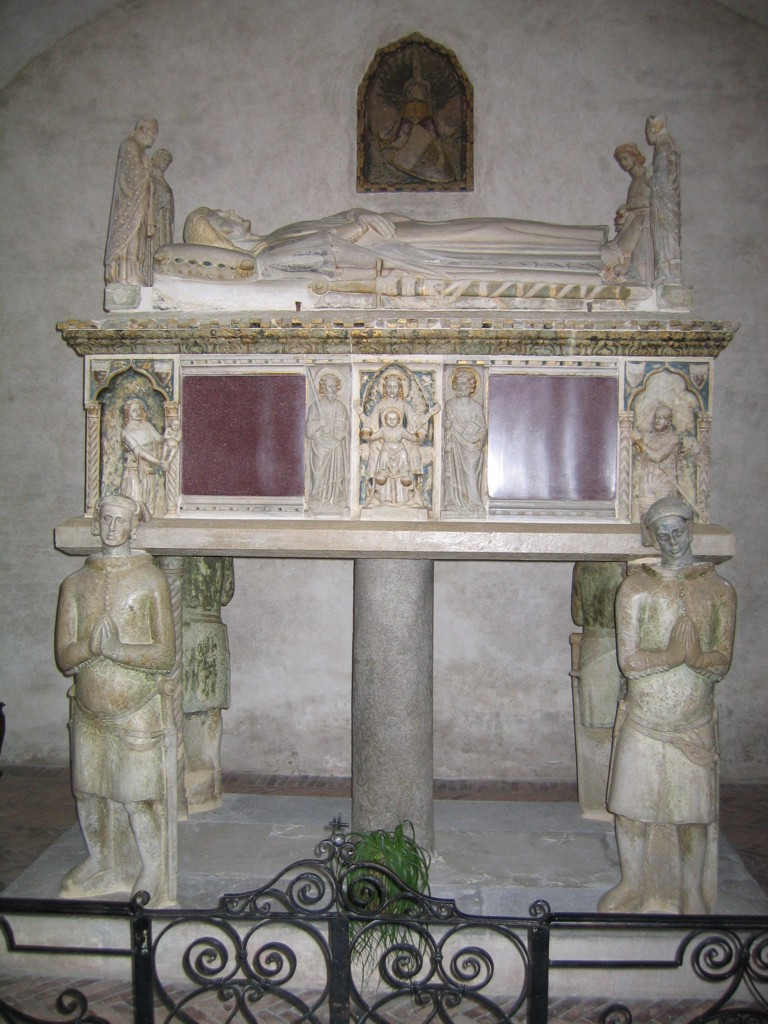
Vittorio Veneto, chiesa di Santa Giustina, monumento funebre a Rizzardo VI da Camino (1335)

La fine della signoria su Treviso segna idealmente l'inizio del declino del casato. Negli anni immediatamente successivi irruppe nello scacchiere trevigiano il casato degli Scaligeri di Verona ponendo i Caminesi in una posizione subalterna e dividendoli tra filoveronesi ed antiveronesi. A prevalere saranno quindi i veronesi, che grazie a Cangrande della Scala conquistarono il capoluogo della Marca nel 1329.
Un secondo fronte di scontro era stato aperto pochi anni prima in Friuli: già Gherardo III mirava ad espandere oltre Livenza l'influenza familiare con una saggia politica di alleanze; dopo la sua morte il figlio Rizzardo IV tentò uno strappo fallendo miseramente, nel 1309, un tentativo di farsi eleggere Capitano generale della Patria del Friuli dal Patriarca di Aquileia. Dopo varie vicende altalenanti, il 30 luglio 1335 ai Camolli di Sacile l'esercito Caminese venne sconfitto dall'esercito friulano. Rizzardo VI da Camino, alla guida dei suoi, morì pochi giorni dopo per le ferite riportate in battaglia e da allora la sua famiglia rinunciò ad ulteriori tentativi di espansione ad est.

### L'estinzione del "ramo superiore"
A complicare ulteriormente la situazione per i Caminesi fu la Repubblica di Venezia, ansiosa di estendere il proprio dominio in terraferma a scapito delle signorie venete. Coinvolti nella Congiura del Tiepolo nel 1310, i Caminesi manterranno per tutto il corso del secolo, ed anche oltre, un atteggiamento ambiguo nei confronti della Serenissima: nel 1291, ottenendo dalla famiglia il dominio sul feudo di Motta di Livenza, Venezia aveva iniziato la propria espansione nell'entroterra.

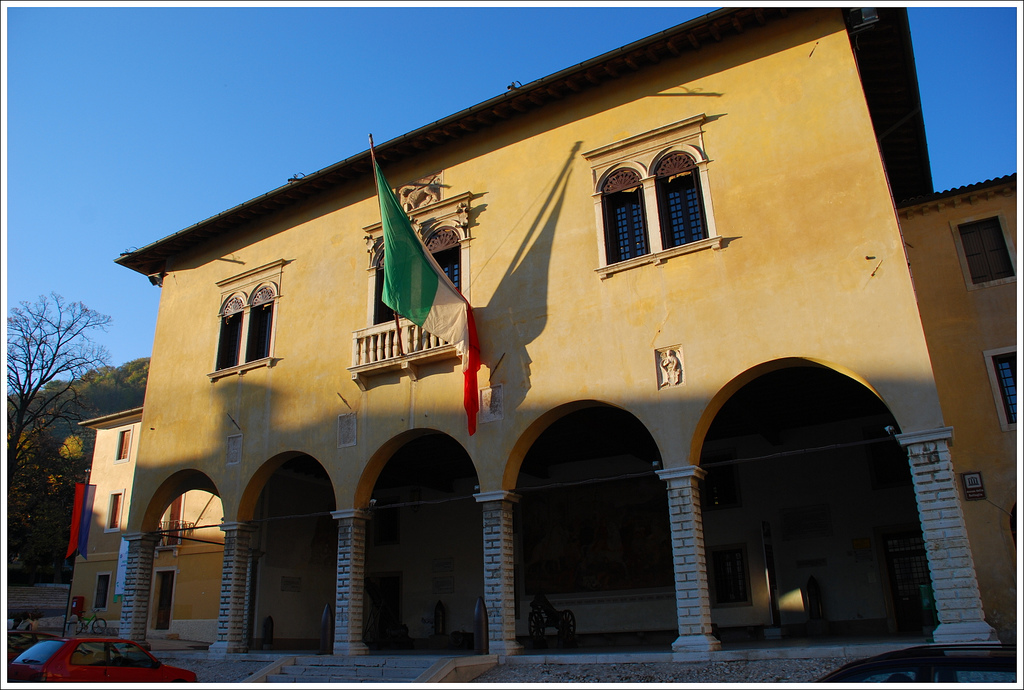
Vittorio Veneto, ex Casa della Comunità di Ceneda. Al suo interno è conservato un affresco di Giovanni De Min raffigurante la consegna di Francesco Ramponi dei feudi caminesi ai Procuratori di San Marco.

Nel 1339 Venezia riuscì a strappare ai Caminesi vari feudi appartenenti al cosiddetto "ramo superiore" della famiglia, estintosi dopo la morte di Rizzardo VI, in sinistra Piave: tra questi in particolare Serravalle, centro nevralgico della politica familiare. Con ogni probabilità si trattò di un abuso giudiziario ordito dai Veneziani con la complicità del vescovo di Ceneda Francesco Ramponi. Quest'ultimo, essendo appunto da poco deceduto Rizzardo VI senza eredi maschi, aveva dichiarato la famiglia decaduta dei suoi feudi situati nei territori della propria diocesi: ci riuscì al termine di un lungo processo durante il quale furono portati come prova dei documenti apparentemente risalenti alla presunta divisione della famiglia del 1233, ma in realtà falsi, che stabilivano che in caso di estinzione di uno dei due rami della famiglia, l'altro ramo non ne avrebbe automaticamente ereditato i beni.

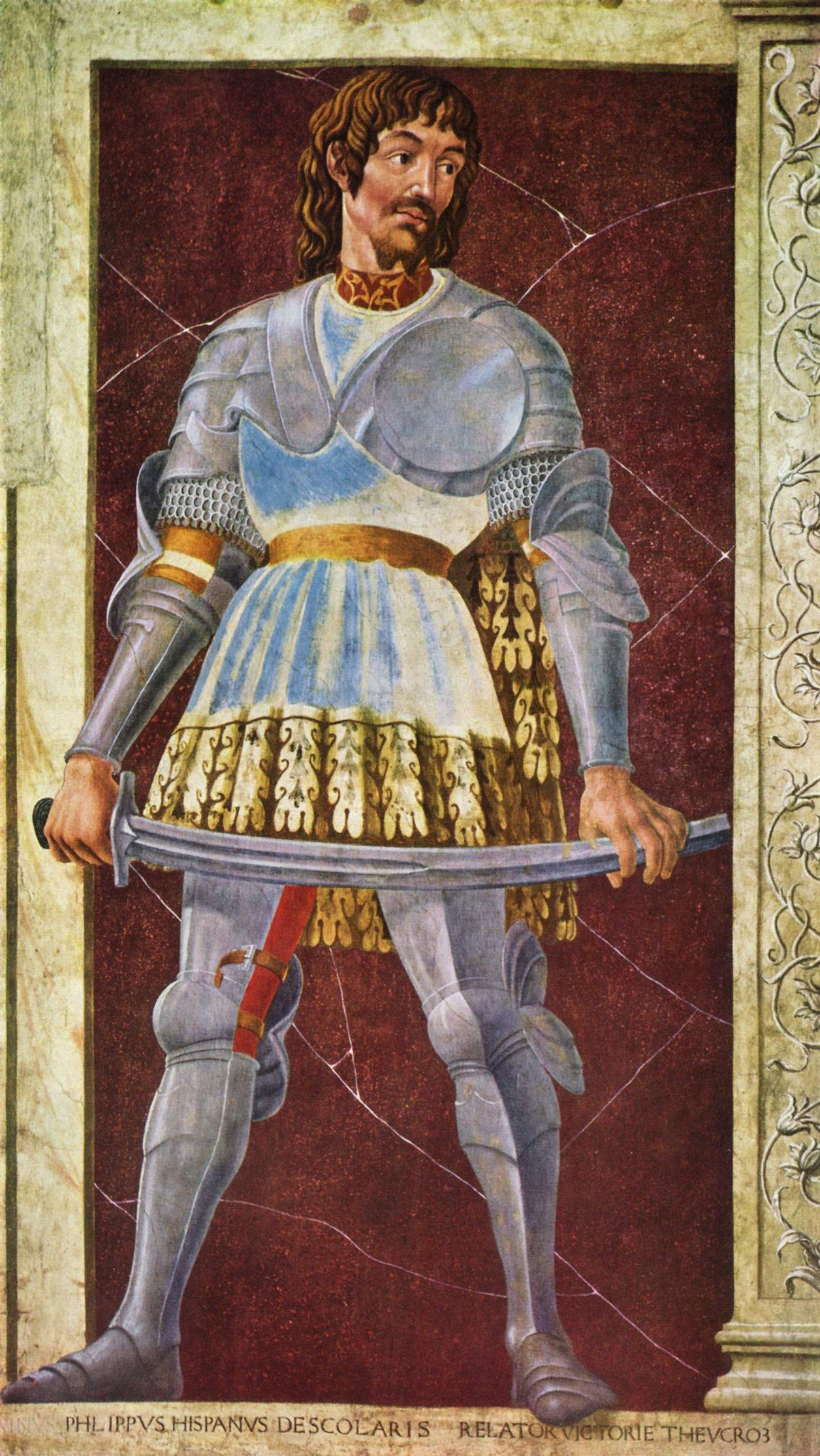
Andrea del Castagno, Philippus Hispanus Descolaris, Ciclo degli uomini e donne illustri.

### Gli ultimi decenni
Nei decenni seguenti, la famiglia da Camino legherà sempre più il suo destino a Venezia, comprando una casa in città ed entrando a pieno titolo nella nobiltà cittadina, ma perdendo progressivamente ulteriore peso nelle vicende politiche del territorio. Nonostante questo ancora nella seconda metà del secolo, in pieno declino, riuscirono a contrarre matrimoni di prestigio con nobildonne veneziane.
Nel 1378, in occasione della cosiddetta Guerra di Chioggia che vide Venezia scontrarsi con la Repubblica di Genova, i da Camino guidati da Gherardo VII si schierarono con quest'ultima all'interno di una grande lega antiveneziana. Lo stesso accadde nel 1411 all'arrivo degli Ungheresi guidati dal celebre mercenario fiorentino Pippo Spano: i Caminesi speravano, in questo modo, di poter riottenere gli antichi privilegi feudali perduti. Venezia, una volta ricacciati gli invasori nel 1420, punì la famiglia spogliandola dei pochi beni rimasti ad eccezione del Contea di Valmareno, ovvero del castello di Cison, che rimase di proprietà di Ercole da Camino senza diritto di successione agli eredi.
Alla sua morte, nel 1422, terminò definitivamente la storia feudale e politica del casato.

## I Caminesi dopo il 1422
Sebbene dopo il 1422 non abbia più avuto alcuna rilevanza politica, la famiglia ha continuato ad esistere arrivando fino ai giorni nostri. Tuttavia, allo stato attuale degli studi, non esiste un albero genealogico ben documentato che colleghi i Caminesi dell'inizio del XV secolo con coloro i quali nei secoli successivi hanno sostenuto di essere i loro discendenti, in particolare il veneziano Paolo da Camin nel 1782 e il torinese Gherardo IX Maria da Camino nel 1958: entrambi, per ricostruire le vicende familiari e l'albero genealogico dal XV secolo in poi, si basarono più su ricordi familiari che su fonti attendibili, commettendo degli errori storici anche grossolani.

### L'ipotetico esilio tedesco

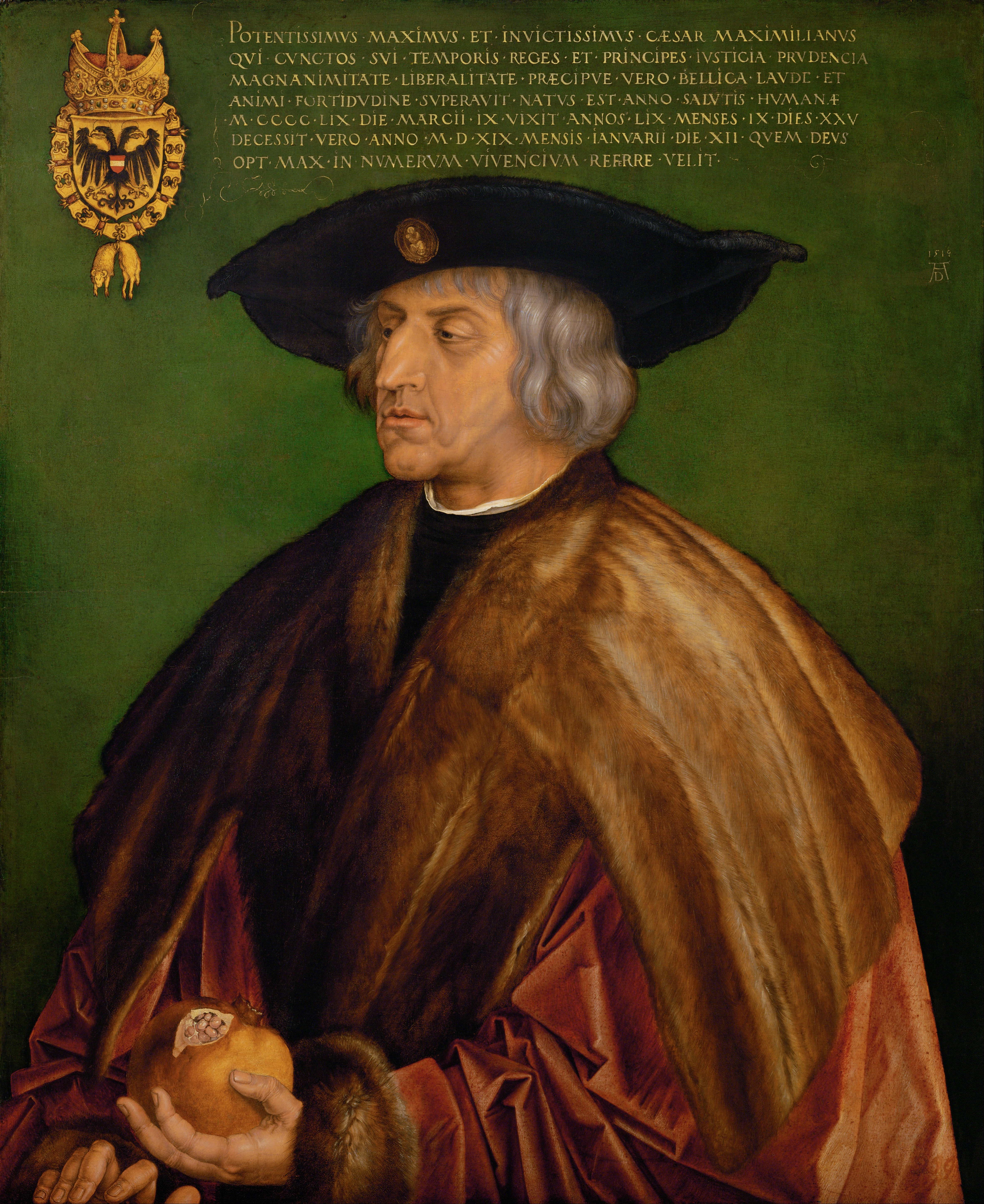
Albrecht Dürer, ritratto di Massimiliano I d'Asburgo. Almeno un paio di Caminesi del "ramo tedesco" sarebbero stati mercenari al suo servizio.

Secondo queste ricostruzioni Gherardo VI da Camino, dopo essere stato lasciato sul lastrico dai Veneziani, sarebbe emigrato in Germania risposandosi con una nobildonna locale e mettendosi a servizio dell'imperatore Sigismondo di Lussemburgo. Lo stesso avrebbero fatto i suoi diretti discendenti con gli imperatori successivi: tra questi il bisnipote Livio, che avrebbe partecipato nel 1500 alla dieta di Augusta al seguito di Massimiliano I d'Asburgo e quindi alla Battaglia di Guinegatte (1513), e Zan Batta, figlio di Livio, che avrebbe invece combattuto per Andrea Doria.

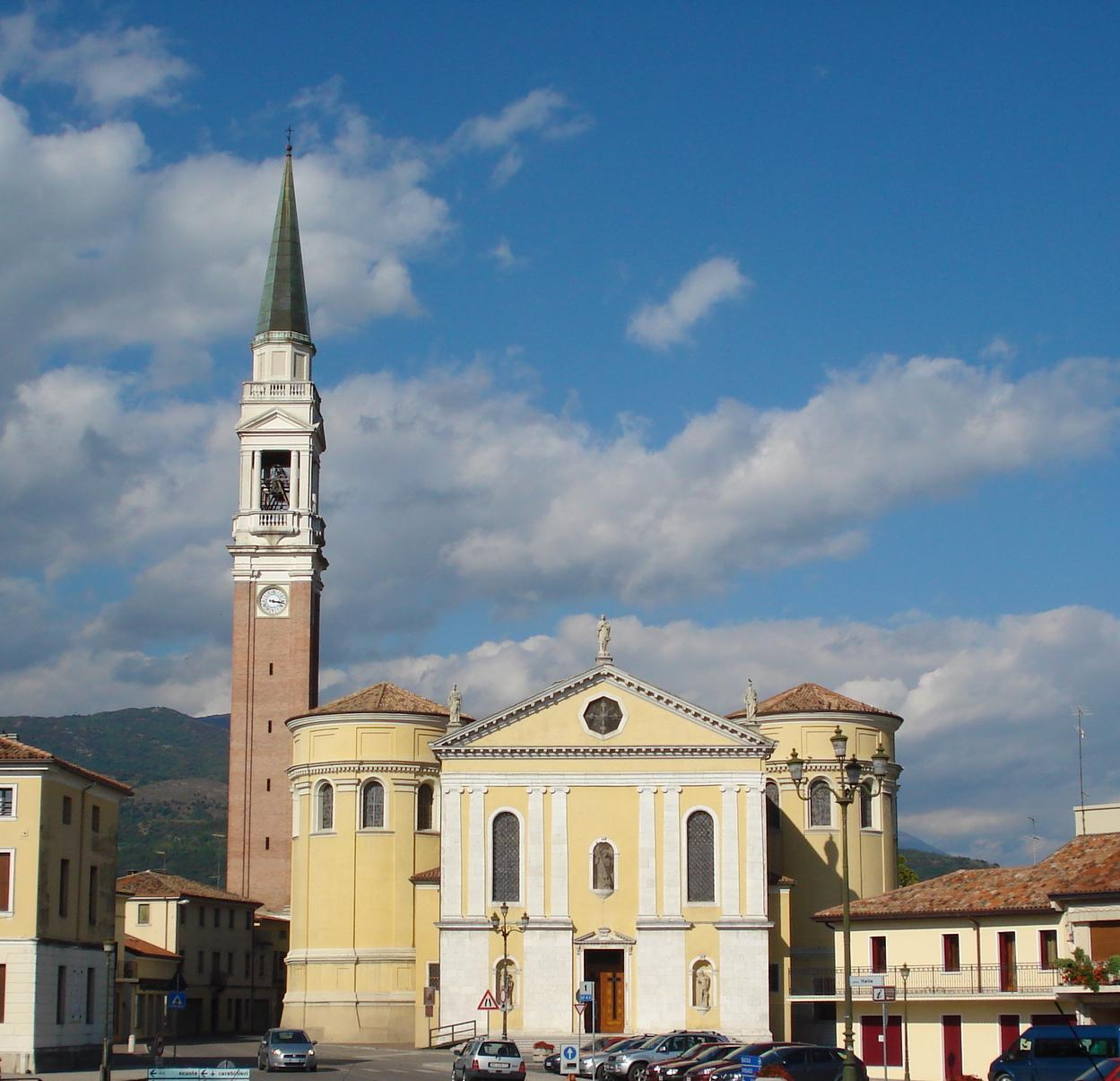
Piazza di San Cassiano del Meschio, oggi Cordignano, e chiesa parrocchiale.

All'inizio del Seicento la famiglia avrebbe fatto ritorno in Italia per rivendicare i diritti sui propri beni confiscati dalla Serenissima Repubblica: da Treviso si sarebbero trasferiti poco dopo a San Cassiano del Meschio, sempre nel Trevigiano. Una ricerca di Antonio Cauz (2002) ha mostrato come effettivamente nel Seicento in città viveva una famiglia Da Camin la quale, pur non essendo di alta estrazione sociale, possedeva una tomba di famiglia con tanto di stemma troncato di argento e nero nella chiesa parrocchiale; inoltre in alcuni atti notarili i membri della famiglia vengono appellati con titoli come messere e dominus. Cauz giunge alla conclusione che se costoro avessero millantato origini nobiliari avrebbero potuto essere facilmente smascherati dai contemporanei, prendendo quindi per buona la continuità genealogica tra i da Camino quattrocenteschi e i da Camin cordignanesi.
Più prudente si dimostra invece Massimo Della Giustina, il quale però in uno studio più recente identifica la presenza certa di un discendente della famiglia in area tedesca nel XVI secolo: questo grazie ad una lettera di referenze datata 12 dicembre 1519 di Federico II Gonzaga a Enrico VIII d'Inghilterra conservata alla British Library. Nella missiva il marchese di Mantova raccomanda al sovrano un certo Giovanni Andrea da Camino, mercenario di lunga esperienza già al servizio di Massimiliano I d'Asburgo e Cristiano II di Danimarca che chiedeva di essere ammesso nell'esercito inglese.

### I rami di Torino, di Trieste e del Brasile
I da Camin di San Cassiano del Meschio, attuale Cordignano, esercitavano le professioni di sarti e calzolai con ottimi profitti ed aumentando il proprio status sociale: a partire dalla metà del Seicento in famiglia inizia una lunga serie di laureati all'Università di Padova ed uno di loro nel 1664 risulta essere sindaco del paese.
Nel Settecento la famiglia risulta gestire una farmacia: altri componenti della stessa risultano esercitare la professione di medico in paese o altrove (Treviso, Sacile). In particolare fu Francesco Saverio da Camino (1786-1864) a farsi notare come medico, scienziato e patriota a Pordenone, Dolo e quindi Trieste.

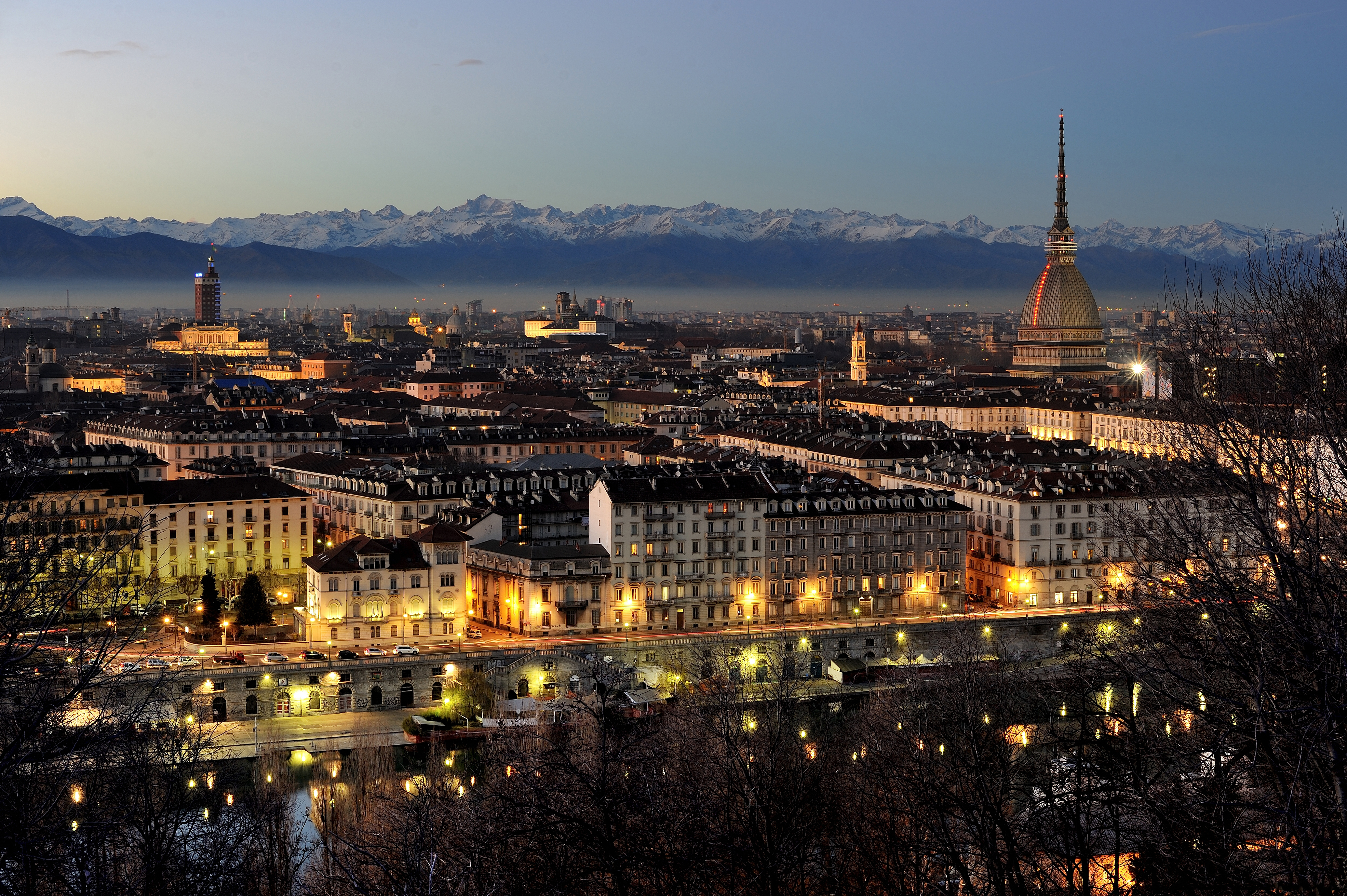
Veduta della città di Torino.

Le idee risorgimentali animarono anche altri componenti della famiglia, in particolare quelli appartenenti ad un ramo trasferitosi a Torino: qui in particolare a distinguersi fu Vittorio da Camino (1864-1919), poeta, drammaturgo, giornalista e filantropo, noto frequentatore dei salotti letterari in città.
Tra la seconda metà dell'Ottocento e l'inizio del Novecento altri, costretti dalle ristrettezze economiche, lasciarono l'Italia per raggiungere il Sud America: nel 1936 in Brasile Francesco III Eugenio da Camino iniziò, invano, le pratiche per ottenere dal governo italiano il riconoscimento dei propri titoli nobiliari e un risarcimento per le confische subite nel secolo precedente dai suoi antenati a causa delle loro idee antiaustriache. Il figlio Rizzardo XI Guecello da Camino, giornalista, fu un prolifico scrittore di testi sulla massoneria.
La torinese Verde da Camino, nipote di Vittorio, allo stato attuale degli studi risulta essere l'ultimo discendente del ramo italiano della famiglia. Il ramo brasiliano invece sopravvive in particolare nella zona di Porto Alegre.

## Galleria d'immagini

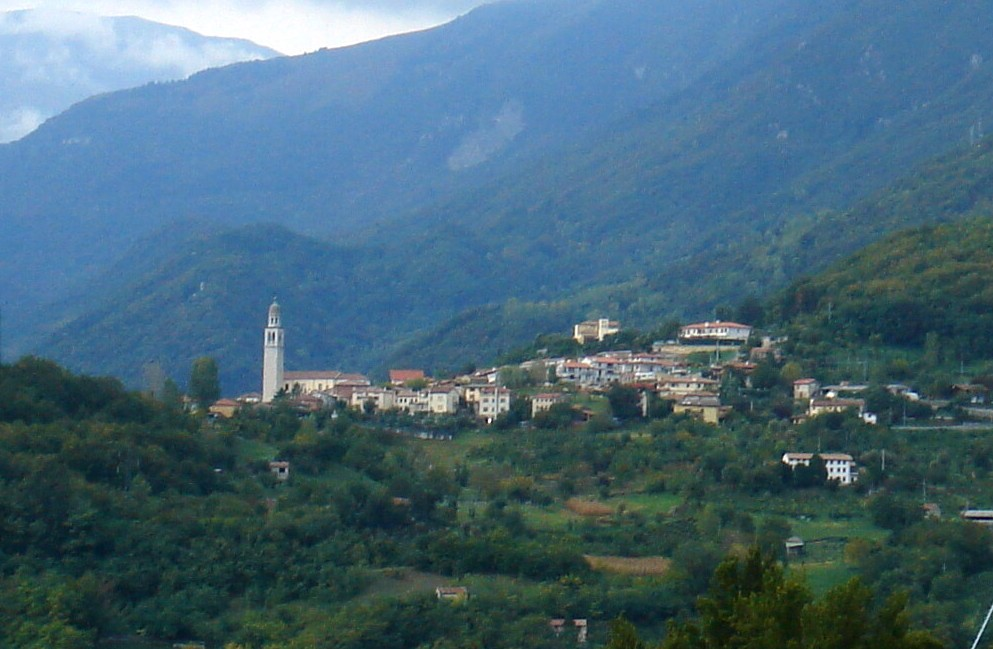
Veduta di Montaner (Sarmede), dove sorse il primo castello della famiglia.
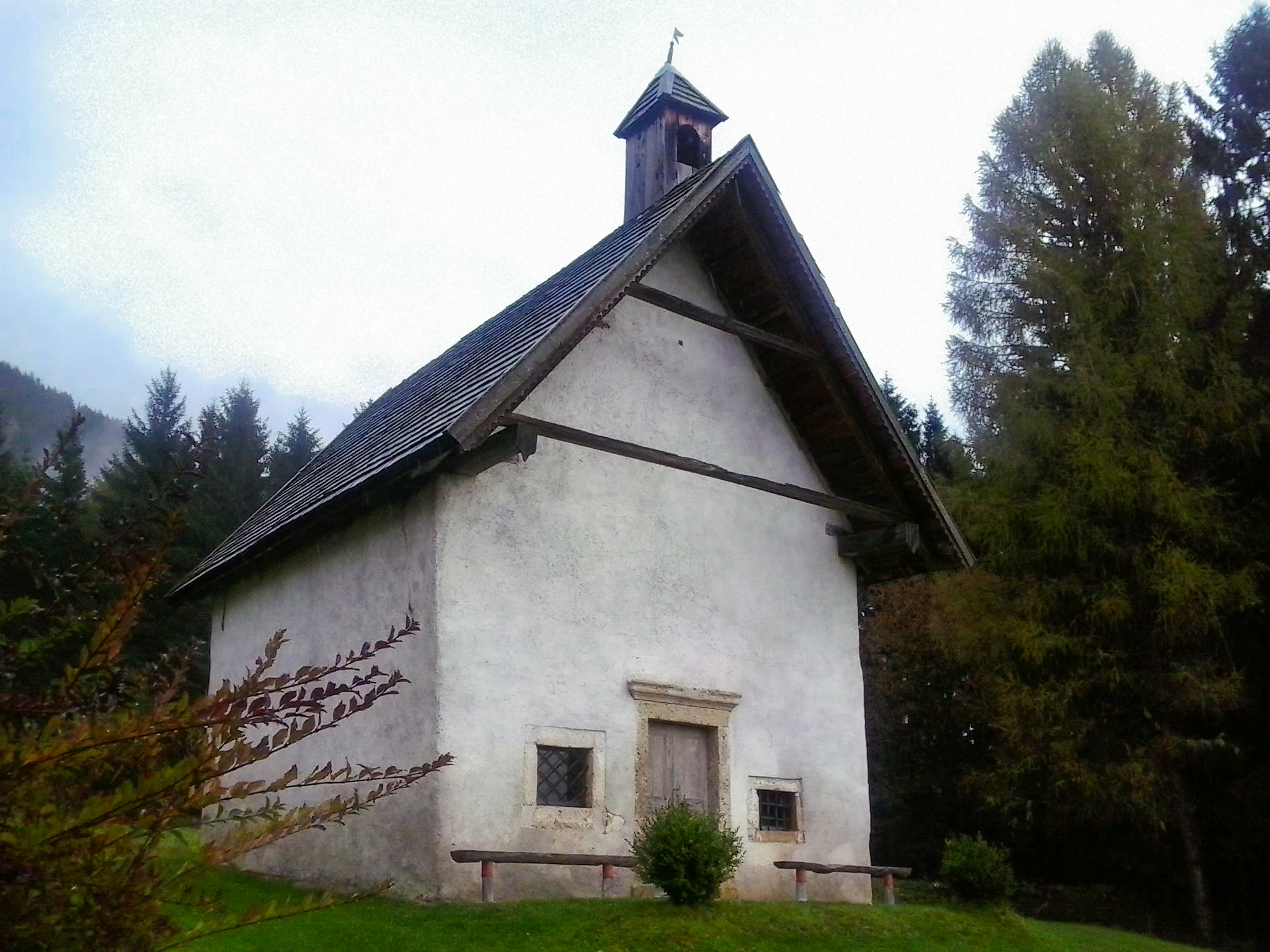
Chiesa di Santa Margherita in Salagona, Laggio di Cadore.
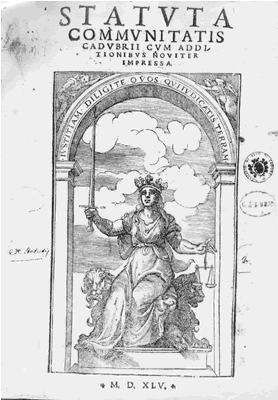
Frontespizio cinquecentesco degli Statuti cadorini, concessi dai Caminesi nel 1235.
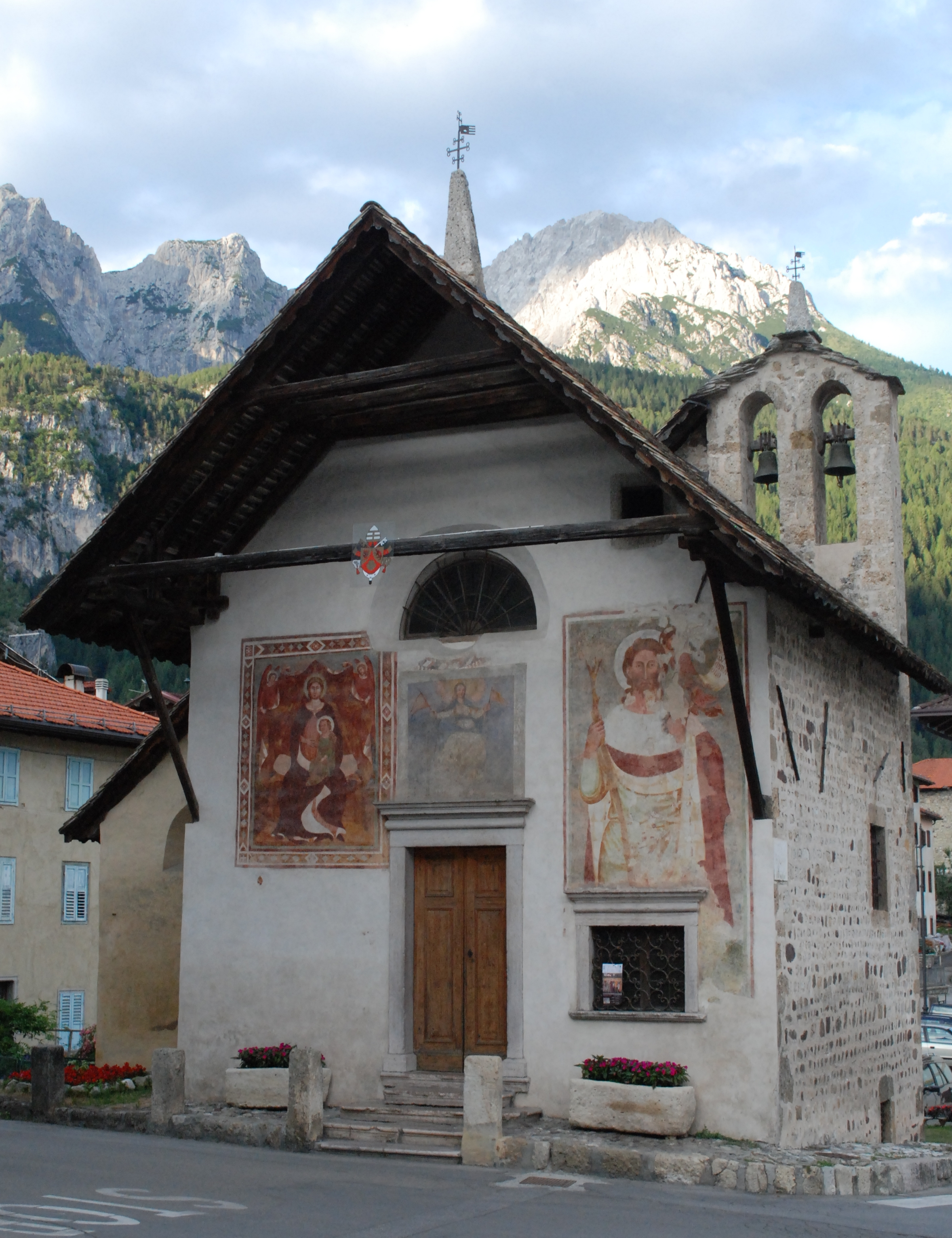
La Chiesa di Sant'Orsola (Vigo di Cadore), edificata da Ainardo di Vigo, podestà del Cadore a nome dei Caminesi.
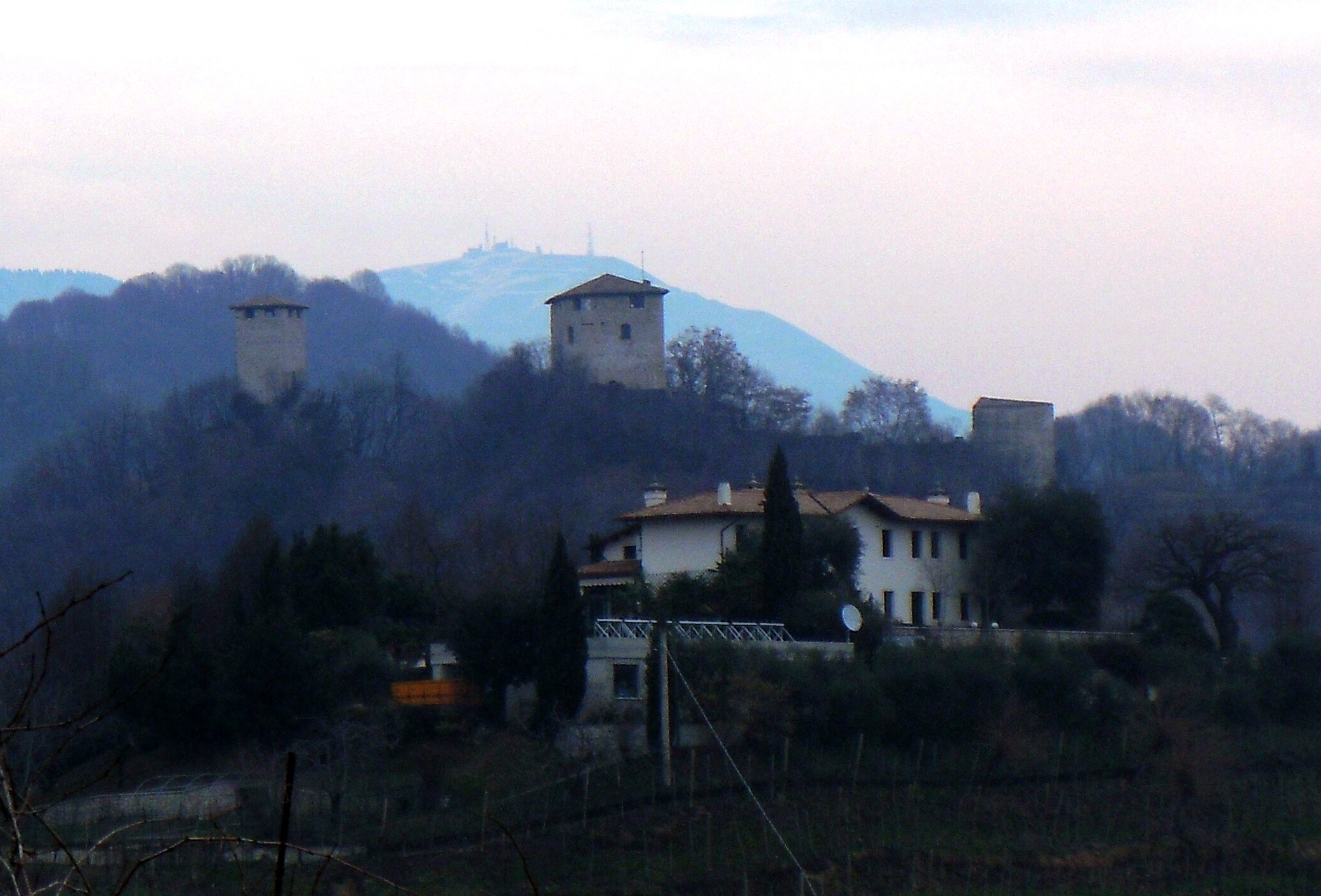
Le Torri di Credazzo, fortificazione caminese.
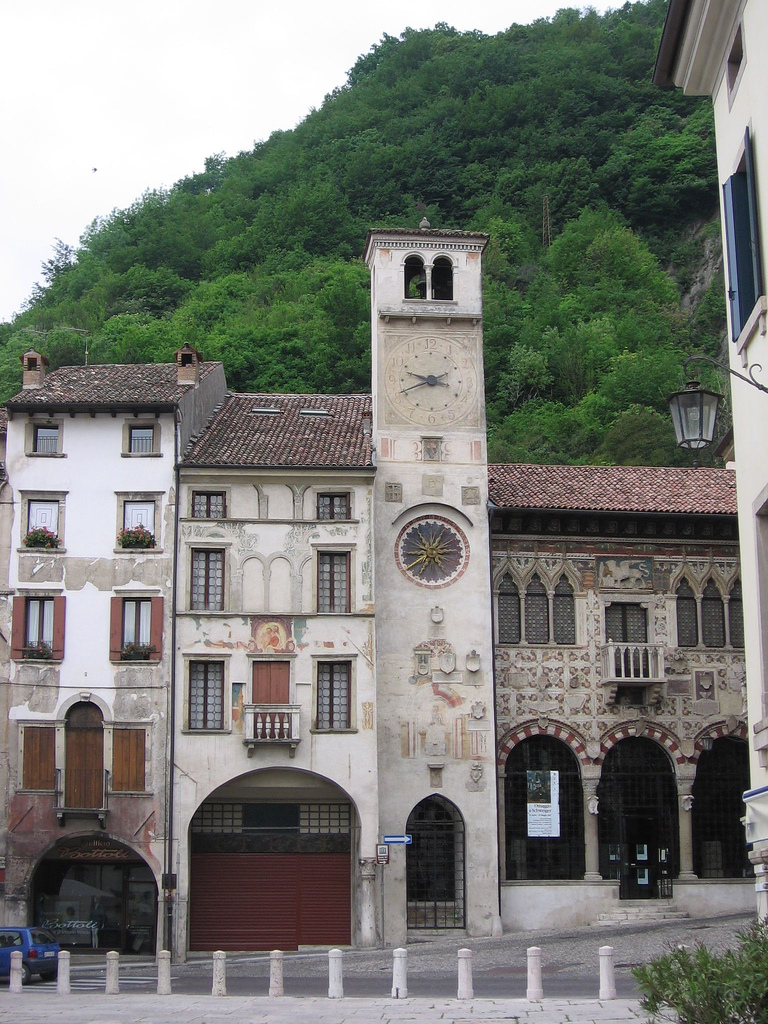
La Torre Civica e il Palazzo della Comunità di Serravalle (Vittorio Veneto), principale centro amministrativo della famiglia.
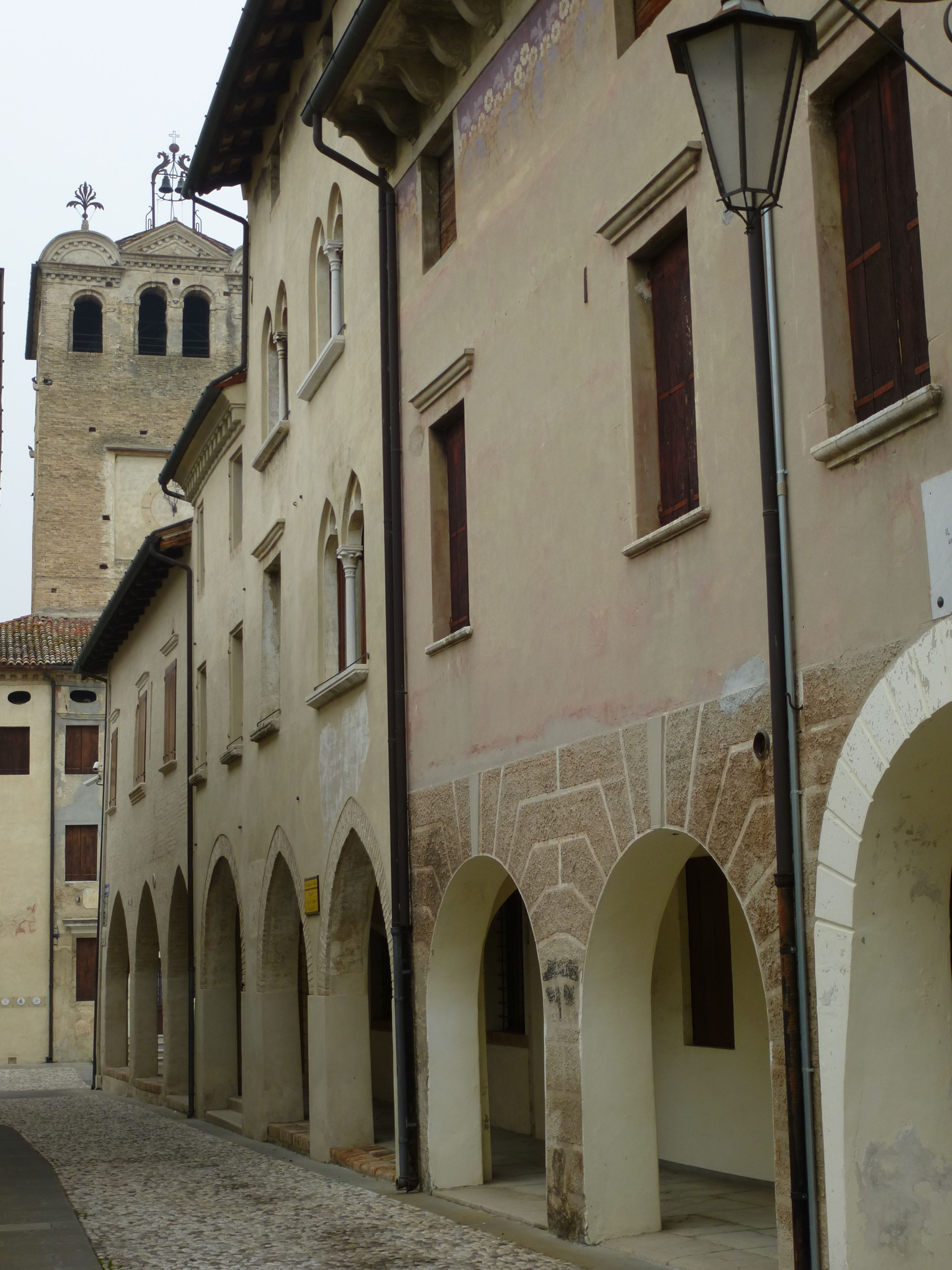
Portobuffolé, feudo caminese dal 1307.
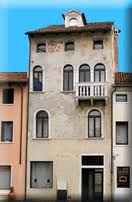
La cosiddetta "Castella" di Motta di Livenza.
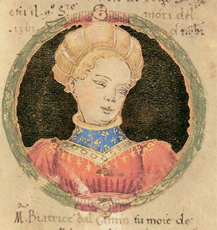
Ritratto di Beatrice da Camino.
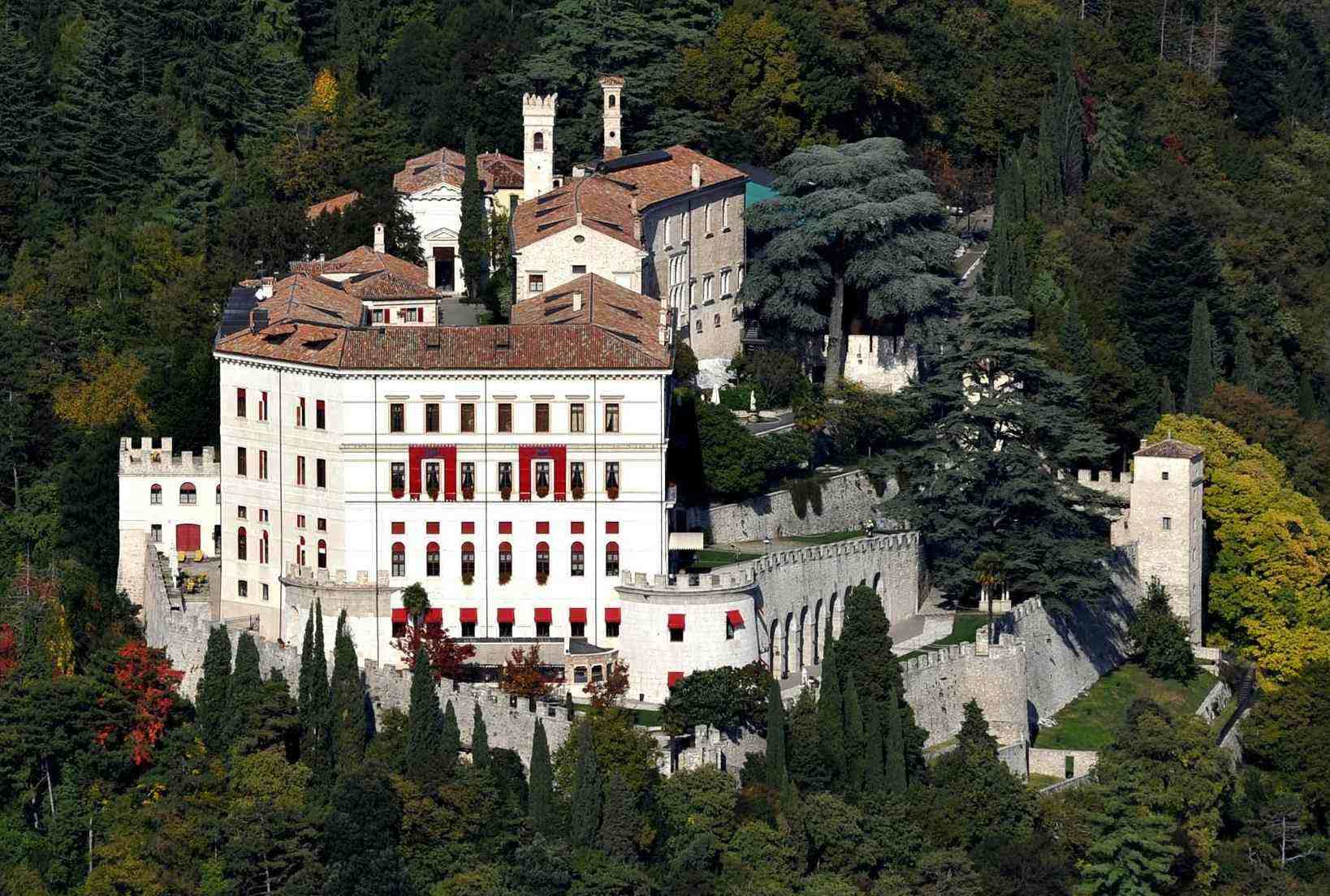
Veduta del castello di Cison, l'ultimo su cui i Caminesi ebbero giurisdizione.

## Genealogia
Nota bene:  I numeri ordinali che distinguono i componenti della famiglia omonimi sono stati attribuiti arbitrariamente dagli storici moderni e contemporanei. Per questo albero genealogico, così come per l'intera pagina, è stata adottata la numerazione adoperata dall'ultimo genealogista della famiglia Vincenzo Ruzza, numerazione che in parte differisce da quella usata in studi precedenti. Non sono stati inseriti i figli naturali.
|                                   |                                   |                 |                        |                                    |                                    |                              |                                   |                                                 |                                                 |                |           |           |                                  |                                  |
|                                   |                                   |                 |                        | Guitcillo fl. 958                  |                                    |                              |                                   |                                                 |                                                 |                |           |           |                                  |                                  |
|                                   |                                   |                 |                        |                                    |                                    |                              |                                   |                                                 |                                                 |                |           |           |                                  |                                  |
|                                   |                                   |                 |                        |                                    |                                    |                              |                                   |                                                 |                                                 |                |           |           |                                  |                                  |
|                                   |                                   |                 |                        | Guido I da Montanara?              |                                    |                              |                                   |                                                 |                                                 |                |           |           |                                  |                                  |
|                                   |                                   |                 |                        |                                    |                                    |                              |                                   |                                                 |                                                 |                |           |           |                                  |                                  |
|                                   |                                   |                 |                        |                                    |                                    |                              |                                   |                                                 |                                                 |                |           |           |                                  |                                  |
|                                   |                                   |                 |                        | Guidone da Montanara               |                                    |                              |                                   |                                                 |                                                 |                |           |           |                                  |                                  |
|                                   |                                   |                 |                        |                                    |                                    |                              |                                   |                                                 |                                                 |                |           |           |                                  |                                  |
|                                   |                                   |                 |                        |                                    |                                    |                              |                                   |                                                 |                                                 |                |           |           |                                  |                                  |
|                                   |                                   |                 | Alberto da Montanara   | Alberto da Montanara               | Guecello da Montanara † 1138       | Guecello da Montanara † 1138 |                                   |                                                 |                                                 |                |           |           |                                  |                                  |
|                                   |                                   |                 |                        |                                    |                                    |                              |                                   |                                                 |                                                 |                |           |           |                                  |                                  |
|                                   |                                   |                 |                        |                                    |                                    |                              |                                   |                                                 |                                                 |                |           |           |                                  |                                  |
|                                   |                                   |                 |                        |                                    | Gabriele I † 1120                  |                              |                                   |                                                 |                                                 |                |           |           |                                  |                                  |
|                                   |                                   |                 |                        |                                    |                                    |                              |                                   |                                                 |                                                 |                |           |           |                                  |                                  |
|                                   |                                   |                 |                        |                                    |                                    |                              |                                   |                                                 |                                                 |                |           |           |                                  |                                  |
|                                   |                                   | Gironcio † 1190 | Gironcio † 1190        |                                    |                                    |                              |                                   | Guecellone II † 1187 ⚭ Sofia di Colfosco † 1175 | Guecellone II † 1187 ⚭ Sofia di Colfosco † 1175 |                |           |           |                                  |                                  |
|                                   |                                   |                 |                        |                                    |                                    |                              |                                   |                                                 |                                                 |                |           |           |                                  |                                  |
|                                   |                                   |                 |                        |                                    |                                    |                              |                                   |                                                 |                                                 |                |           |           |                                  |                                  |
|                                   |                                   | Corrado         | Corrado                | Gabriele II 1145-1186              | Gabriele II 1145-1186              | Tolberto I † 1227            | Tolberto I † 1227                 | Drudo Vescovo di Feltre † 1194                  | Drudo Vescovo di Feltre † 1194                  | Gerardo        | Gerardo   | Guido II  | Guido II                         |                                  |
|                                   |                                   |                 |                        |                                    |                                    |                              |                                   |                                                 |                                                 |                |           |           |                                  |                                  |
|                                   |                                   |                 |                        |                                    |                                    |                              |                                   |                                                 |                                                 |                |           |           |                                  |                                  |
| S Guecellone IV 1177-1226         | S Guecellone IV 1177-1226         |                 | Gabriele III 1177-1233 | Gabriele III 1177-1233             | Alberto (o Tolberto) † 1194        | Alberto (o Tolberto) † 1194  | I Biaquino II † 1227              | I Biaquino II † 1227                            | Gerardo † 1227                                  | Gerardo † 1227 | Guglielmo | Guglielmo | Alberto Vescovo di Ceneda † 1242 | Alberto Vescovo di Ceneda † 1242 |
|                                   |                                   |                 |                        |                                    |                                    |                              |                                   |                                                 |                                                 |                |           |           |                                  |                                  |
|                                   |                                   |                 |                        |                                    |                                    |                              |                                   |                                                 |                                                 |                |           |           |                                  |                                  |
| · "Ramo superiore" della famiglia | · "Ramo superiore" della famiglia | Adeleta         | Adeleta                | Engelenda ⚭ Aleardino da Lendinara | Engelenda ⚭ Aleardino da Lendinara |                              | · "Ramo inferiore" della famiglia | · "Ramo inferiore" della famiglia               |                                                 |                |           |           |                                  |                                  |

### Cosiddetto "ramo superiore" della famiglia
|                  |                  |                                           |                                           |                                                                       |                                                                       |                                        |                                        |                                                    |                                                    |                                           |                                           |                                                 |                                                 |           |           |               |                           |              |              |           |           |                                    |                                    |
|                  |                  |                                           |                                           |                                                                       |                                                                       |                                        |                                        |                                                    |                                                    |                                           |                                           |                                                 |                                                 |           |           |               | · Linea originaria        |              |              |           |           |                                    |                                    |
|                  |                  |                                           |                                           |                                                                       |                                                                       |                                        |                                        |                                                    |                                                    |                                           |                                           |                                                 |                                                 |           |           |               |                           |              |              |           |           |                                    |                                    |
|                  |                  |                                           |                                           |                                                                       |                                                                       |                                        |                                        |                                                    |                                                    |                                           |                                           |                                                 |                                                 |           |           |               |                           |              |              |           |           |                                    |                                    |
|                  |                  |                                           |                                           |                                                                       |                                                                       |                                        |                                        |                                                    |                                                    |                                           |                                           |                                                 |                                                 |           |           |               | S Guecellone IV 1177-1226 |              |              |           |           |                                    |                                    |
|                  |                  |                                           |                                           |                                                                       |                                                                       |                                        |                                        |                                                    |                                                    |                                           |                                           |                                                 |                                                 |           |           |               |                           |              |              |           |           |                                    |                                    |
|                  |                  |                                           |                                           |                                                                       |                                                                       |                                        |                                        |                                                    |                                                    |                                           |                                           |                                                 |                                                 |           |           |               |                           |              |              |           |           |                                    |                                    |
|                  |                  |                                           |                                           |                                                                       |                                                                       |                                        |                                        |                                                    |                                                    |                                           |                                           | Biaquino III 1205-1274 ⚭ India da Camposampiero | Biaquino III 1205-1274 ⚭ India da Camposampiero | Aica      | Aica      | Gherardo II   | Gherardo II               | Rizzardo II  | Rizzardo II  | Tolberto  | Tolberto  | Bianchino Vescovo di Ceneda † 1257 | Bianchino Vescovo di Ceneda † 1257 |
|                  |                  |                                           |                                           |                                                                       |                                                                       |                                        |                                        |                                                    |                                                    |                                           |                                           |                                                 |                                                 |           |           |               |                           |              |              |           |           |                                    |                                    |
|                  |                  |                                           |                                           |                                                                       |                                                                       |                                        |                                        |                                                    |                                                    |                                           |                                           |                                                 |                                                 |           |           |               |                           |              |              |           |           |                                    |                                    |
|                  |                  |                                           |                                           | Gherardo III Capitano Generale di Treviso, Feltre e Belluno 1240-1306 | Gherardo III Capitano Generale di Treviso, Feltre e Belluno 1240-1306 | Tisone Vescovo di Feltre † 1256        | Tisone Vescovo di Feltre † 1256        | Lisa                                               | Lisa                                               | Aica † 1270                               | Aica † 1270                               | Soverana † 1293                                 | Soverana † 1293                                 | Engelenda | Engelenda | Agnese † 1278 | Agnese † 1278             | Rizzardo III | Rizzardo III | Tommasina | Tommasina |                                    |                                    |
|                  |                  |                                           |                                           |                                                                       |                                                                       |                                        |                                        |                                                    |                                                    |                                           |                                           |                                                 |                                                 |           |           |               |                           |              |              |           |           |                                    |                                    |
|                  |                  |                                           |                                           |                                                                       |                                                                       |                                        |                                        |                                                    |                                                    |                                           |                                           |                                                 |                                                 |           |           |               |                           |              |              |           |           |                                    |                                    |
| Agnese 1262-1324 | Agnese 1262-1324 | Gaia 1270-1311 1 ⚭ Tolberto III da Camino | Gaia 1270-1311 1 ⚭ Tolberto III da Camino | Rizzardo IV Capitano Generale di Treviso 1274-1312                    | Rizzardo IV Capitano Generale di Treviso 1274-1312                    | Beatrice † 1321 ⚭ Enrico II di Gorizia | Beatrice † 1321 ⚭ Enrico II di Gorizia | Guecellone VII Capitano Generale di Treviso † 1324 | Guecellone VII Capitano Generale di Treviso † 1324 |                                           |                                           |                                                 |                                                 |           |           |               |                           |              |              |           |           |                                    |                                    |
|                  |                  |                                           |                                           |                                                                       |                                                                       |                                        |                                        |                                                    |                                                    |                                           |                                           |                                                 |                                                 |           |           |               |                           |              |              |           |           |                                    |                                    |
|                  |                  |                                           |                                           |                                                                       |                                                                       |                                        |                                        |                                                    |                                                    |                                           |                                           |                                                 |                                                 |           |           |               |                           |              |              |           |           |                                    |                                    |
|                  |                  |                                           |                                           |                                                                       |                                                                       | Aica                                   | Aica                                   | Rizzardo VI † 1335 ⚭ Verde della Scala             | Rizzardo VI † 1335 ⚭ Verde della Scala             | Gherardo IV                               | Gherardo IV                               |                                                 |                                                 |           |           |               |                           |              |              |           |           |                                    |                                    |
|                  |                  |                                           |                                           |                                                                       |                                                                       |                                        |                                        |                                                    |                                                    |                                           |                                           |                                                 |                                                 |           |           |               |                           |              |              |           |           |                                    |                                    |
|                  |                  |                                           |                                           |                                                                       |                                                                       |                                        |                                        |                                                    |                                                    |                                           |                                           |                                                 |                                                 |           |           |               |                           |              |              |           |           |                                    |                                    |
|                  |                  |                                           |                                           |                                                                       |                                                                       | Rizzarda ⚭ Andrea Pepoli               | Rizzarda ⚭ Andrea Pepoli               | Caterina ⚭ Giberto III da Correggio                | Caterina ⚭ Giberto III da Correggio                | Beatrice † 1388 ⚭ Aldobrandino III d'Este | Beatrice † 1388 ⚭ Aldobrandino III d'Este |                                                 |                                                 |           |           |               |                           |              |              |           |           |                                    |                                    |

### Cosiddetto "ramo inferiore" della famiglia
|               |               |                                    |                                    |                                           |                                           |                                          |                                          |                              |                                |                                                 |                                                 |                       |                       |                                 |                                     |                                     |                          |      |
|               |               |                                    |                                    |                                           |                                           |                                          | · Linea originaria                       |                              |                                |                                                 |                                                 |                       |                       |                                 |                                     |                                     |                          |      |
|               |               |                                    |                                    |                                           |                                           |                                          |                                          |                              |                                |                                                 |                                                 |                       |                       |                                 |                                     |                                     |                          |      |
|               |               |                                    |                                    |                                           |                                           |                                          |                                          |                              |                                |                                                 |                                                 |                       |                       |                                 |                                     |                                     |                          |      |
|               |               |                                    |                                    |                                           |                                           |                                          | I Biaquino II † 1227                     |                              |                                |                                                 |                                                 |                       |                       |                                 |                                     |                                     |                          |      |
|               |               |                                    |                                    |                                           |                                           |                                          |                                          |                              |                                |                                                 |                                                 |                       |                       |                                 |                                     |                                     |                          |      |
|               |               |                                    |                                    |                                           |                                           |                                          |                                          |                              |                                |                                                 |                                                 |                       |                       |                                 |                                     |                                     |                          |      |
|               |               |                                    |                                    | Guecellone V 1208-1242                    | Guecellone V 1208-1242                    |                                          |                                          |                              |                                |                                                 | Tolberto II 1218-1254                           | Tolberto II 1218-1254 |                       |                                 |                                     |                                     |                          |      |
|               |               |                                    |                                    |                                           |                                           |                                          |                                          |                              |                                |                                                 |                                                 |                       |                       |                                 |                                     |                                     |                          |      |
|               |               |                                    |                                    |                                           |                                           |                                          |                                          |                              |                                |                                                 |                                                 |                       |                       |                                 |                                     |                                     |                          |      |
| Biaquino IV   | Biaquino IV   | Aica † 1280                        | Aica † 1280                        | Rizzardo III † 1259                       | Rizzardo III † 1259                       | Tommasina                                | Tommasina                                | Agnese                       | Agnese                         | Guecellone VI 1243-1272 ⚭ Beatrice Bonaparte    | Guecellone VI 1243-1272 ⚭ Beatrice Bonaparte    | Biaquino V † 1274     | Biaquino V † 1274     |                                 |                                     |                                     |                          |      |
|               |               |                                    |                                    |                                           |                                           |                                          |                                          |                              |                                |                                                 |                                                 |                       |                       |                                 |                                     |                                     |                          |      |
|               |               |                                    |                                    |                                           |                                           |                                          |                                          |                              |                                |                                                 |                                                 |                       |                       |                                 |                                     |                                     |                          |      |
|               |               |                                    |                                    | Tolberto III 1263-1317 1 ⚭ Gaia da Camino | Tolberto III 1263-1317 1 ⚭ Gaia da Camino |                                          |                                          |                              | Biaquino VI ⚭ Auriola Grimaldi | Biaquino VI ⚭ Auriola Grimaldi                  | Mabilia                                         | Mabilia               | Gabriele              | Gabriele                        | Agnese                              | Agnese                              | Aica                     | Aica |
|               |               |                                    |                                    |                                           |                                           |                                          |                                          |                              |                                |                                                 |                                                 |                       |                       |                                 |                                     |                                     |                          |      |
|               |               |                                    |                                    |                                           |                                           |                                          |                                          |                              |                                |                                                 |                                                 |                       |                       |                                 |                                     |                                     |                          |      |
|               |               | Chiara ⚭ Rambaldo VIII di Collalto | Chiara ⚭ Rambaldo VIII di Collalto | Beatrice                                  | Beatrice                                  | Biaquino VII † 1334 ⚭ Pomina della Torre | Biaquino VII † 1334 ⚭ Pomina della Torre | Guecellone VIII              | Guecellone VIII                | Rizzardo                                        | Rizzardo                                        |                       |                       |                                 |                                     |                                     |                          |      |
|               |               |                                    |                                    |                                           |                                           |                                          |                                          |                              |                                |                                                 |                                                 |                       |                       |                                 |                                     |                                     |                          |      |
|               |               |                                    |                                    |                                           |                                           |                                          |                                          |                              |                                |                                                 |                                                 |                       |                       |                                 |                                     |                                     |                          |      |
|               |               | Beatrice ⚭ Ensedisio V da Collalto | Beatrice ⚭ Ensedisio V da Collalto | Gherardo V † 1350                         | Gherardo V † 1350                         | Rizzardo VII † 1358 ⚭ Stilichia da Onigo | Rizzardo VII † 1358 ⚭ Stilichia da Onigo |                              |                                |                                                 |                                                 |                       | Guecello IX 1340-1392 | Guecello IX 1340-1392           | Giovanni Vescovo di Chioggia † 1354 | Giovanni Vescovo di Chioggia † 1354 |                          |      |
|               |               |                                    |                                    |                                           |                                           |                                          |                                          |                              |                                |                                                 |                                                 |                       |                       |                                 |                                     |                                     |                          |      |
|               |               |                                    |                                    |                                           |                                           |                                          |                                          |                              |                                |                                                 |                                                 |                       |                       |                                 |                                     |                                     |                          |      |
|               |               |                                    |                                    | Tolberto IV † 1361                        | Tolberto IV † 1361                        | Rizzardo                                 | Rizzardo                                 | Caterina ⚭ Bertoldo I d'Este | Caterina ⚭ Bertoldo I d'Este   | G Gherardo VIII † 1423 ⚭ Cristina Corner † 1423 | G Gherardo VIII † 1423 ⚭ Cristina Corner † 1423 | Carlo † 1424          | Carlo † 1424          | Beatrice ⚭ Iacobuccio da Porcia | Beatrice ⚭ Iacobuccio da Porcia     | Rizzarda ⚭ Azzo X d'Este            | Rizzarda ⚭ Azzo X d'Este |      |
|               |               |                                    |                                    |                                           |                                           |                                          |                                          |                              |                                |                                                 |                                                 |                       |                       |                                 |                                     |                                     |                          |      |
|               |               |                                    |                                    |                                           |                                           |                                          |                                          |                              |                                |                                                 |                                                 |                       |                       |                                 |                                     |                                     |                          |      |
|               |               | Gherardo VII † 1397                | Gherardo VII † 1397                | Rizzardo IX † 1383 ⚭ Maria Barbo          | Rizzardo IX † 1383 ⚭ Maria Barbo          | Biaquino n. 1361                         | Biaquino n. 1361                         |                              |                                |                                                 |                                                 | Tuberto               | Tuberto               |                                 |                                     |                                     |                          |      |
|               |               |                                    |                                    |                                           |                                           |                                          |                                          |                              |                                |                                                 |                                                 |                       |                       |                                 |                                     |                                     |                          |      |
|               |               |                                    |                                    |                                           |                                           |                                          |                                          |                              |                                |                                                 |                                                 |                       |                       |                                 |                                     |                                     |                          |      |
| Ercole † 1421 | Ercole † 1421 | Giacoma                            | Giacoma                            | Busardo                                   | Busardo                                   |                                          |                                          |                              |                                |                                                 |                                                 |                       |                       |                                 |                                     |                                     |                          |      |

### Ipotetico albero genealogico della famiglia dopo il 1422
|                                          |                                        |                                                     |                                                     |                                          |                                          |
|                                          |                                        | G Gherardo VIII † 1432                              |                                                     |                                          |                                          |
|                                          |                                        |                                                     |                                                     |                                          |                                          |
|                                          |                                        |                                                     |                                                     |                                          |                                          |
|                                          |                                        | Ramo tedesco 1422 - 1600 circa                      |                                                     |                                          |                                          |
|                                          |                                        |                                                     |                                                     |                                          |                                          |
|                                          |                                        |                                                     |                                                     |                                          |                                          |
|                                          |                                        | Ramo veneto 1600 circa - ?                          |                                                     |                                          |                                          |
|                                          |                                        |                                                     |                                                     |                                          |                                          |
|                                          |                                        |                                                     |                                                     |                                          |                                          |
| Ramo triestino fine XVII secolo - 1900   | Ramo triestino fine XVII secolo - 1900 | Ramo torinese inizio XIX secolo - inizio XXI secolo | Ramo torinese inizio XIX secolo - inizio XXI secolo | Ramo brasiliano fine XIX secolo - oggi   | Ramo brasiliano fine XIX secolo - oggi   |
|                                          |                                        |                                                     |                                                     |                                          |                                          |
|                                          |                                        |                                                     |                                                     |                                          |                                          |
| Francesco Saverio da Camino 1786-1864    | Francesco Saverio da Camino 1786-1864  | Vittorio da Camino 1864-1919                        | Vittorio da Camino 1864-1919                        | Rizzardo XI Guecello da Camino 1918-2007 | Rizzardo XI Guecello da Camino 1918-2007 |
|                                          |                                        |                                                     |                                                     |                                          |                                          |
|                                          |                                        |                                                     |                                                     |                                          |                                          |
| Bianca da Camino ⚭ Federico Seismit-Doda |                                        |                                                     |                                                     |                                          |                                          |